# Действия украинских националистов против немецких оккупантов
Борьба УПА против немецких оккупантов (укр. Боротьба УПА проти німецьких окупантів) — вооружённое противодействие германской оккупационной администрации со стороны Украинской повстанческой армии (УПА) и других украинских националистических организаций. Активно началось с весны 1943 года, после того, как на III конференции ОУН(б) было принято решение выступить против немецких оккупантов и их союзников, отряды УПА начали нападать на немецкие опорные пункты на Волыни.
Весна-осень 1943 — период наиболее интенсивных боёв УПА с немцами на Волыни (основной период «антинемецкого фронта»). УПА брала под контроль отдельные населённые пункты на Западной Украине, где создавала собственную администрацию (например, «Колковская республика»), противодействовала хозяйственной деятельности немцев, вела оборонительные бои (антипартизанские акции Эриха фон дем Бах-Залевского и Ганса Прюцмана). УПА осуществила сотни нападений на полицейские участки, обозы и склады вермахта, главным образом с целью добычи оружия, снаряжения и продовольствия, и заявления о себе как о защитнике прав украинского народа.
Летом 1943 в Галичине ОУН-Б создала аналог УПА — Украинскую народную самооборону (УНС); задача УНС заключалась в распространении действий УПА на Галичину (название УНС, вместо УПА, использовалось, чтобы не подставлять под удар немцев организационные мероприятия в дистрикте Галиция, где были другие оккупационные условия). УНС готовится для борьбы против СССР, но оборонительных боёв с немцами всё же избежать не получилось. Параллельно продолжался набор добровольцев в дивизию «Галичина». Со временем УНС сменила название на «УПА-Запад».
В начале 1944 года УПА фактически свернула антигерманский фронт и стала налаживать взаимовыгодные отношения с СС, вермахтом и СД с целью совместных боевых действий против Красной Армии. Осенью 1944 конфликт УПА с немцами полностью прекратился, потому что завершилась немецкая оккупация Украины. Немецкая пропаганда стала одобрительно отзываться об УПА. Начались попытки немцев привлечь украинское освободительное движение на свою сторону (освобождение политических узников, создание УНК и УНА).

## Предыстория
Созданию УПА предшествовала деятельность её подпольной предшественницы — Организации украинских националистов (ОУН), возникшей ещё в 1929 году во Второй Речи Посполитой. Основным регионом деятельности ОУН была Восточная Галиция, а её руководящая структура здесь именовалась «Краевая Экзекутива ОУН на западно-украинских землях».
С самого начала своего возникновения ОУН находилась в поле зрения германских спецслужб. Сотрудничество УВО и ОУН с Абвером началось ещё во времена Веймарской республики. Украинские националисты видели в Германии союзника, потому что она так же негативно относилась к Версальскому послевоенному миру. Приход Гитлера к власти усилил антиверсальскую направленность немецкой внешней политики. В немецких разведшколах прошло обучение несколько сотен оуновских боевиков, а суммарный объём финансовой помощи некоторые авторы оценивают в 5 млн марок. С другой стороны, после убийства Бронислава Перацкого немецкая полиция по первому же требованию польских властей арестовала и депортировала в Польшу Николая Лебедя, арестовала и заключила в немецкую тюрьму ещё одного активиста ОУН, Рико Ярого. Сотрудничество германских спецслужб с ОУН продолжалось вплоть до Второй мировой войны и нападения Германии на СССР.
В марте 1939 года в Закарпатье была провозглашена независимая Карпатская Украина, просуществовавшая несколько дней. Основу её вооружённых сил составила Карпатская Сечь, находившаяся под контролем оуновцев. 14 марта Венгрия при поддержке Польши начала военную интервенцию в Закарпатье, сопротивление оккупантам пыталась оказать Карпатская Сечь, но после нескольких дней упорных боёв Закарпатье было захвачено, значительная часть бойцов Сечи оказалась в венгерском плену, часть из них была расстреляна. Вторжение Венгрии в Карпатскую Украину на некоторое время обострило отношения ОУН и Германии. В этот период даже затормозилось финансирование ОУН Абвером, что не в последнюю очередь было вызвано заключёнными советско-германскими соглашениями. Но сотрудничество не прекратилось. Уже к середине апреля 1939 года Берлину удалось заверить руководство ОУН в неизменности политики Рейха по отношению к украинцам и поддержке их стремления к самостоятельности. По ходатайству немецких дипломатов венгры отпустили из плена несколько сот украинских националистов. Вышедшие из венгерских лагерей оуновцы, а также их товарищи, проживавшие в Европе на легальном положении, в начале июля 1939 года вошли в создающийся Украинский Легион под руководством полковника Романа Сушко и принимали участили в польской кампании. Легион предназначался для разжигания антипольского восстания в Западной Украине перед немецким вторжением в Польшу. Однако через неделю ситуация в корне изменилась: после заключения пакта Молотова — Риббентропа немцы больше не беспокоились о Западной Украине.
После советской оккупации Западной Украины в сентябре 1939 года большевики начали аресты деятелей политических партий и общественных организаций. Единственной организованной политической силой, которая выстояла против советского террора, была ОУН. Провод ОУН, который находился в Кракове, пытался не допустить установления сталинского тоталитарного режима на Западной Украине.
В 1940 ОУН-Б несколько раз планировала антисоветское восстание в Западной Украине, но из-за постоянных ударов советской власти по оуновскому подполью националистам не удалось собрать достаточно сил в Западной Украине для организации восстания. НКВД вёл активную деятельность против националистического подполья. Только в декабре 1940 года было арестовано около тысячи человек, в основном, актива ОУН.
С нападением Германии на СССР, оуновцы-подпольщики активизировали в советском тылу партизанскую деятельность. К началу войны Краевому проводу ОУН на ЗУЗ (западноукраинских землях) удалось мобилизовать 10000 оуновцев. Боевики ОУН неоднократно нападали на отступающие с запада Украины подразделения Красной армии и НКВД, призывали население не помогать РККА. Вслед за фронтом, быстро двигавшимся на восток, были отправлены, сформированные бандеровцами так называемые «походные группы», маршрут продвижения которых был заранее согласован с абвером. Эти группы выполняли функции вспомогательного оккупационного аппарата, они захватывали населённые пункты и формировали в них украинские органы местного самоуправления. Всего в ходе поднятого ОУН антисоветского восстания в начале войны Красная армия и части войск НКВД потеряли в столкновениях с украинскими националистами около 2100 человек убитыми и 900 ранеными, потери же националистов лишь на территории Волыни достигли 500 человек убитыми. Оуновцам удалось поднять восстание на территории 26 районов современных Львовской, Ивано-Франковской, Тернопольской, Волынской и Ровненской областей. Националисты сумели установить свой контроль над 11 районными центрами и захватить значительные трофеи (в донесениях сообщалось о 15 тыс. винтовок, 7 тыс. пулемётов и 6 тыс. ручных гранат).
30 июня 1941 в только что оккупированном Львове, на многотысячном митинге в присутствии нескольких немецких генералов, ОУН (б) провозгласило Акт возрождения украинской государственности: «Украинская национальная революционная армия создаётся на украинской земле, будет бороться дальше совместно с союзной немецкой армией против московской оккупации за Суверенную Соборную Украинскую Державу и новый порядок во всём мире». Ядром этой армии должен был стать созданный 25 февраля 1941 года с санкции руководителя абвера адмирала Вильгельма Канариса «Украинский легион». Руководители ОУН надеялись, что накануне войны с Советским Союзом Германия окажет им помощь в создании Украинской армии. Но в планы немцев это не входило. Они соглашались только на обучение нескольких сотен украинских старшин. Была достигнута договорённость об обучении 800 кандидатов. Как надеялись националисты, эти старшины должны были стать ядром союзной с вермахтом украинской армии. Что по этому поводу думали немцы — установить не так легко, потому что письменного соглашения заключено не было. Но по дальнейшему развитию событий становится очевидным, что речь шла лишь об обычном диверсионном подразделении в составе абвера. В оуновских документах это формирование фигурирует под названием ДУН (Дружины украинских националистов), состоявшие из группы «Север» (батальон «Нахтигаль» под руководством Романа Шухевича) и группы «Юг» (батальон «Роланд» под руководством Рихарда Ярого). Однако Акт провозглашения Украинского государства вызвал крайне негативную реакцию руководства Третьего рейха. 5 июля в Кракове был арестован Бандера, 9 июля во Львове — Ярослав Стецько. Бандера предстал перед берлинскими чинами, где от него потребовали публичной отмены «Акта возрождения». Не добившись согласия, 15 сентября Бандеру поместили в тюрьму, а в начале 1942 года — в концлагерь Заксенхаузен, где он содержался до осени 1944 года.

## Переход ОУН в подполье и на антинемецкие позиции
Успехи немецкой армии и быстрое продвижение на восток к середине сентября 1941 года позволили Гитлеру окончательно отвергнуть концепцию «Украинского государства». К тому же излишне самостоятельная активность националистов становилась в тягость немецкой администрации. Отрицательно отнеслись в Берлине и к междоусобной войне, которую ОУН(б) развернула против сторонников Андрея Мельника. 15 сентября по приказу руководителя РСХА Рейнхарда Гейдриха на оккупированных Третьим Рейхом территориях прошли массовые аресты членов ОУН-Б, охватившие до 80 % руководящих кадров организации. Всего в 1941 году гестапо арестовало более 1500 бандеровских активистов, несколько десятков из них вскоре после задержания расстреляли. В сентябре 1942 года в концлагере Аушвиц погибли двое братьев Степана Бандеры — Александр и Василий. По наиболее распространённой версии, они были забиты насмерть поляками-фольксдойче, сотрудниками персонала Освенцима.
Репрессии позже коснулись также мельниковцев. Между тем, когда победителями в гонке за Львов стали сторонники Бандеры, уже в Киеве именно мельниковцам удалось создать Украинскую Национальную Раду. Она взяла власть в городе, однако уже 17 ноября 1941 немцы её распустили. В начале 1942 года часть членов Унрады, в том числе поэтессу Елена Телигу, расстреляли в Бабьем Яру (по другим данным, их убивали в застенках гестапо на Владимирской улице, где сейчас находится здание СБУ). По данным самих мельниковцев, в 1941—1944 гг. ОУН(м) потеряла от рук нацистов убитыми 4756 членов, в том числе 197 членов высшего руководящего звена, и среди них — 5 членов Провода ОУН(м). 132 мельниковца были узниками нацистских концлагерей, в том числе 7 членов Провода. 95 % жертв ОУН(м) понесла в Рейхскомиссариате Украина, руководимом Эрихом Кохом.
После ареста Бандеры ОУН-Б возглавил как исполняющий обязанности проводника Николай Лебедь. Осенью 1941 года ему удалось организовать конференцию, призванную разработать новую стратегию действий. Участники конференции, пожалуй, находились под впечатлением от успехов немецких войск, которые в то время приближались к Москве. Преобладало мнение, что III Рейх захватит столицу СССР. Было решено, что начать в этот момент вооружённую борьбу против немцев — означает лишь обескровить ОУН, поэтому членам организации приказали снова перейти в подполье и вести пропагандистско-организационную деятельность.
С осени 1941 ОУН(б) уделяла внимание наполнению украинской вспомогательной полиции своими сторонниками. Националисты должны были пройти у немецких оккупантов военную подготовку, чтобы потом дезертировать с оружием. Именно подразделения украинской полиции (4−6 тыс.) стали костяком для формировавшейся весной 1943 г. Украинской Повстанческой Армии (УПА). 19 ноября всем немецким оккупационным органам власти была направлена директива, которым запрещалось набирать в органы самоуправления и полиции сторонников бандеровского движения.
Удостоверившись, что ОУН Бандеры не разгромлена, 25 ноября 1941 айнзацкоманда из Киева издала приказ всем постам полиции безопасности и СД Рейхскомиссариата Украина, в котором было сказано: «Бесспорно установлено, что движение Бандеры готовит восстание в рейхскомиссариате, цель которого — создание независимой Украины. Все активисты движения Бандеры должны быть немедленно арестованы и после основательного допроса втихаря уничтожены как грабители».

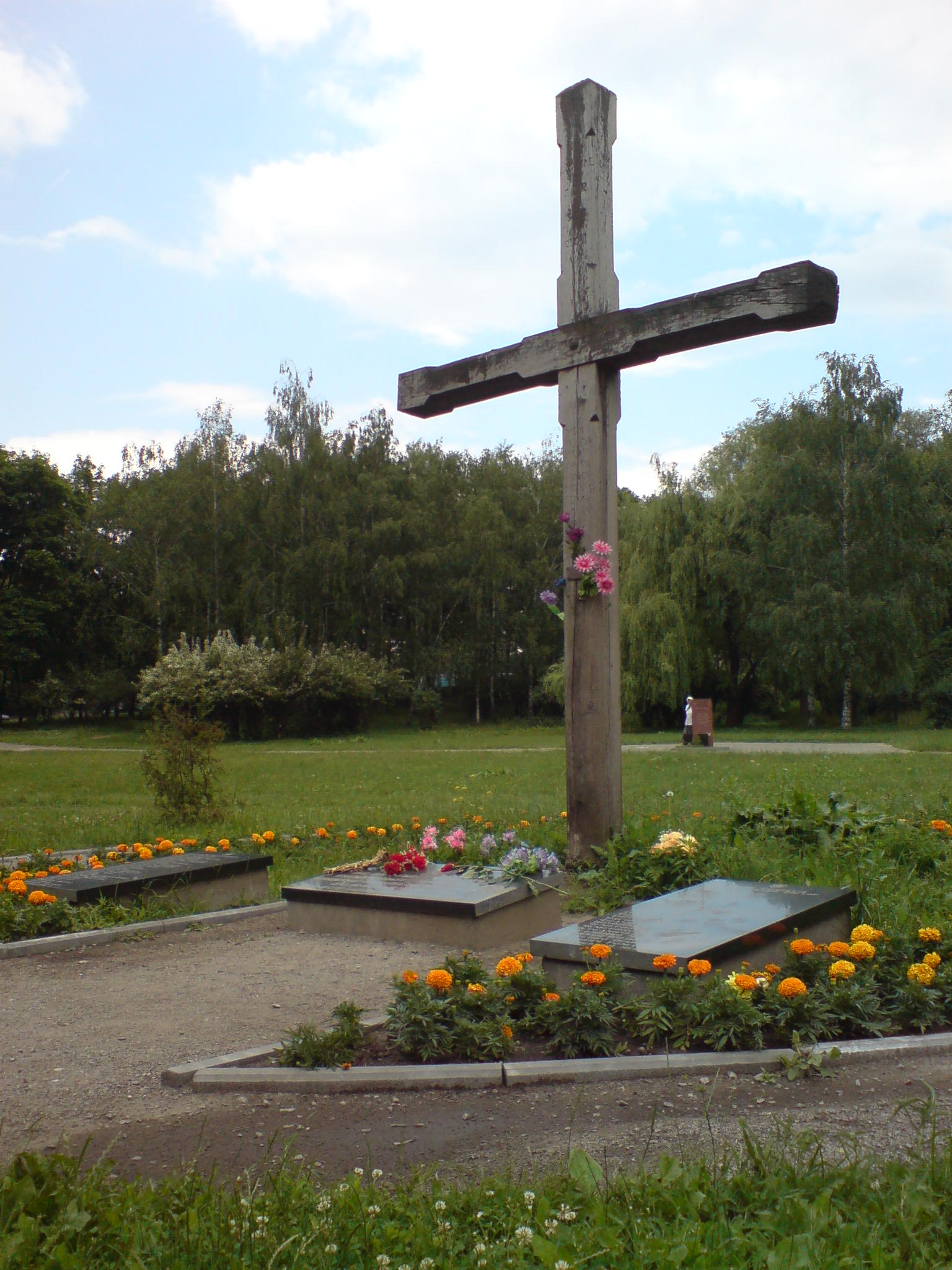
Крест в память о расстрелянных в Бабьем Яру украинских националистах

В апреле 1942 года состоялась II конференция ОУН-Б под Львовом, определившая дальнейшую стратегию освободительного движения. Конференция подтвердила негативное отношение ОУН (б) к нацистской политике в Украине, сориентировала её членов на развёртывание широкой военной подготовки, создала почву для вооружённого сопротивления под лозунгами активной борьбы за Украинскую государственность. Однако в течение всего 1942 года повстанческое движение проходило под девизом: «наша вооружённая борьба против немцев была бы помощью Сталину». Поэтому ОУН (Б) воздерживалась от активных боевых действий против Германии и занималась, в основном, пропагандой. Оуновцы ждали момента, когда вермахт и Красная армия ослабнут, чтобы поднять мощное восстание и добиться освобождения Украины и от Германии, и от Советского Союза — пока же этого не произошло, украинское националистическое подполье собиралось накапливать силы для послевоенного «диалога» с победившей стороной. Советский Союз по прежнему рассматривался как главный враг. Тем не менее, в апреле 1942 по указанию провода ОУН-Б на Волыни формируются т. н. «группы самообороны» (боёвки) по схеме: «кущ» (3 села, 15—45 участников) — уездная сотня — курень (3—4 сотни). К середине лета на Волыни боёвки насчитывали до 600 вооружённых участников.
В октябре 1942 года состоялась «Первая войсковая конференция ОУН(б)», на которой было принято решение о переориентации ОУН-Б с Германии на западных союзников. Здесь же был принят ряд решений, касающихся национальных меньшинств, однако основным вопросом конференции стало создание украинских вооружённых формирований и начало вооружённой борьбы с немцами и другими «оккупантами украинских земель». Для проработки вопросов, связанных с созданием самостоятельной украинской армии, была создана специальная комиссия. В результате был подготовлен план создания украинской армии и разработаны «требования военного командования ОУН». К моменту приближения советско-немецкого фронта на борьбу за создание украинского государства планировалось мобилизовать огромное число украинцев — 300 тысяч с советской Украины и 500 тысяч из Галиции, то есть практически 1 млн человек. Эта армия, по замыслу комиссии, должна была выступить против ослабленных противников и завоевать независимость Украины. Наряду с вопросом создания украинской армии комиссией рассматривались и другие вопросы, связанные с борьбой украинского народа за независимость. Украинским националистам не удалось осуществить эти планы. Численность УПА до сих пор является предметом историографических споров. По всей видимости, единовременная численность УПА составляла около 30-80 тысяч, в основном на территории Галиции. Доподлинно известно, что в период наивысшей активности число бойцов УПА-Север (то есть, УПА, действовавшей на Волыни и в Полесье) не превышало 7 тысяч человек.
В повстанческих планах бандеровцы также принимали во внимание батальоны «Нахтигаль» и «Роланд». Оба подразделения после переформирования в 201 батальон шуцманшафта были направлены в Беларусь. Должности командиров в этом батальоне заняли члены ОУН и будущие военачальники УПА: Роман Шухевич (будущий главком УПА), Василий Сидор (командир УПА-Запад), Юлиан Ковальский (первый начальник штаба УПА), Антон Шкитак (командир куреня Кривонос-2), Остап Линда, Александр Луцкий (командир УНС) и другие. В среде бандеровцев в конце 1942 года возник замысел вывести 201-й полицейский батальон на Волынь и собственно на его базе приступить к созданию партизанских отрядов. Однако, непонятно, почему этого не случилось. Николай Лебедь, правда, приказал батальону идти в лес, но тот приказ так и не был выполнен. Украинцы, вместо того, чтобы дезертировать к УПА, после окончания годового контракта просто вместе отказались продлить его. Немцы отправили их группами в Галичину и расформировали подразделение. Зато офицеров взяли под домашний арест и приказали регулярно отмечаться в гестапо. Поэтому, не удивительно, что значительная часть «легионеров» — старшин и подстаршин — довольно быстро оказалась в подполье ОУН. Среди них были Роман Шухевич и Василий Сидор.
Победа Красной Армии под Сталинградом в начале 1943 года обозначила военную перспективу поражения Третьего Рейха в войне, а на территорию оккупированных западных областей Украины, выполняя задачи по разрушению немецкого тыла, стали проникать советские партизанские отряды и соединения, началась мобилизация местных жителей в их ряды. И это, по воспоминаниям многих очевидцев, стало одной из главных причин ускорения создания националистами своих собственных вооружённых сил, поскольку руководство ОУН-Б пришло к выводу, что оно может потерять влияние в регионах и лишиться базы собственного движения.

## ІІІ Конференция ОУН-Б
О мотивах, заставивших бандеровцев резко интенсифицировать развёртывание вооружённых структур, откровенно указывается в письме одного из руководителей Службы безопасности (СБ) ОУН на северо-западных землях Василия Макара. Макар указывал, что повстанческие акции оуновцы должны были начать, и эти акции не опережали события, а уже запоздали, поскольку территория выходила из-под контроля («вырывалась из рук»), в связи с ужесточением оккупационной политики («немчура начала уничтожать села») началось стихийное сопротивление оккупантам и «начались множиться атаманчики», наконец, советские партизаны начали выходить на территорию Западной Украины («красная партизанка начала заливать территорию»).
Линию ІІ Конференции ОУН-Б, где началось размежевание с немцами, продолжила ІІІ Конференция ОУН-Б, которая состоялась 17-21 февраля 1943 года в селе Тернобежье Олевского района Львовской области, и на которой, несмотря на возражения Николая Лебедя, руководившего организацией после ареста Степана Бандеры, было принято решение по созданию полноценной военной структуры. Этот шаг имел такие цели: а) «оторвать от влияния Москвы те элементы украинского народа, которые ищут защиту от угрозы со стороны немецкого оккупанта; б) демаскировать московский большевизм, который свои империалистические намерения и далее угнетать Украину прикрывает лозунгами защиты украинского народа и других угнетённых народов от немецкого оккупанта; в) добыть для украинского народа и для национально-освободительной борьбы независимую позицию на внешнеполитической арене».
Одним из основных докладчиков на Конференции стал глава провода ОУН на ЗУЗ Михаил Степаняк. Он полагал, что задачей ОУН в сложившихся условиях является поднятие широкомасштабного антинемецкого восстания, перед приходом советских войск. После удачного восстания, по его мнению, попытки Советского Союза завоевать эти земли выглядели бы в глазах западных союзников как империализм. Для поднятия восстания необходимо было объединение всех украинских сил, поэтому Степаняк выступал за объединение всех западноукраинских политических сил и создание многопартийного правительства. Его предложения были поддержаны Проводом, но так и не были воплощены в реальность из-за противодействия Романа Шухевича и Дмитрия Клячкивского, по мнению которых нужно было воевать не против немцев, а против советских партизан и поляков, борьба же против нацистов — второстепенна. Солдатам УПА запрещались боевые действия против немцев за исключением тех случаев, когда они атаковали первыми, или существовала угроза жизни местному украинскому населению.
На третьей конференции ОУН(б) были окончательно решены вопросы создания УПА и определены главные враги украинского освободительного движения (нацисты, поляки и советские партизаны). Руководство ОУН-Б решило полностью изгнать советских и польских партизан с территории Волыни, а против немцев оно предпочитало проводить небольшие диверсии, которые не вызывали бы резонанса у оккупантов, и рассчитывало постепенно ослабить противника.
В то же время некоторые вооружённые подразделения ОУН-Б переходят к активной борьбе с немцами. Руководитель ОУН в Ровно Сергей Качинский («Остап»), ставший ещё в июле 1941 г. командиром созданного «Первого куреня Украинского войска им. Холодного Яра», и командир первой роты УПА Григорий Перегиняк («Долбёжка», «Коробка») погибли в боях с немцами в конце зимы 1943 года.
В эмигрантской украинской литературе присутствует тезис о том, что УПА возникла 14 октября 1942 года, когда военный клерк ОУН-Б в Ровно — Сергей Качинский сформировал первый вооружённый отряд оуновцев-партизан в районе города Сарны. Это утверждение плавно перекочевало и в ряд современных украинских работ, а также в российскую историографию. Возникла эта дата ещё в 1947 году в «юбилейном» приказе главкома УПА Романа Шухевича, стремившегося в пропагандистских целях «увеличить» период существования Повстанческой армии. Дата 14 октября выбрана не случайно, поскольку на этот день приходится казачий праздник Покрова. Однако, несмотря на примечательность торжественной даты, некоторые исследователи оперируют достоверными фактами, которые свидетельствуют, что в 1942 году Украинская Повстанческая армия существовала только в проектах, и переносят период основания на четыре или пять месяцев вперёд. Это, кстати, признавали и бандеровцы. Например, в «победном» приказе мая 1945 года, тот же Шухевич писал, что повстанцы получили в руки оружие зимой 1943 года. Немецкие документы также указывают на то, что в течение 1942 года ОУН-Б не проводила никаких активных боевых действий против немцев, и что её активные вооружённые выступления на Волыни и Полесье начались в марте 1943 года.

### Силы противника на Волыни
До 1943 года Волынь считалась достаточно безопасным районом. Немцы до поры до времени пытались сохранять там порядок, в первую очередь, подразделениями вспомогательной полиции, состоящими из местных украинцев и бывших военнопленных Красной Армии разных национальностей. Например, по сообщениям советских партизан, в марте 1943 года в Шумском хозяйственном управлении работали 5 немецких военных полицейских, а украинских полицейских — до 30. В Мизоче служили семь немцев в жандармерии и администрации и около тридцати украинских полицейских. В Остроге было около десяти немцев, 35 украинских полицаев и около сорока казаков. В Кременце, рядом с управлением райотдела милиции, после боёв на фронте дислоцировались батальон украинской полиции и немецкие части. В 1943 году украинская полиция на Волыни насчитывала 11 870 милиционеров. В то время немецкие войска (без регулярных воинских частей) насчитывали 453 полицейских и 954 жандарма из полиции порядка. Только когда УПА начала свои действия, немцы были вынуждены изменить эту ситуацию и усилить гарнизоны.
Эскалация партизанских действий на Волыни обеспокоила немецкие оккупационные власти. В мае 1943 г. генеральный комиссар Волыни и Подолии Шене признал, что «происходящее здесь» следует считать «национальным восстанием». С одной стороны, нацисты отреагировали на события на Волыни усилением репрессивных действий, а с другой — привлечением дополнительных сил для замены дезертировавшей полиции. Гарнизоны в городах были усилены, и были предприняты усилия по обеспечению безопасности объектов пищевой промышленности: винокурен, мельниц, лесопилок и т. д. Уже в апреле 1943 года немецкие войска были усилены. По данным советских агентов, к 1 апреля 1943 года в Колках было трое немцев, а 21 апреля — около 400. В Рожищах отряд из двадцати пяти человек был усилен 150 солдатами. В Ковеле гарнизон из 300 солдат увеличился до 4000 после дезертирства полиции, в Костополе — с 50 до 500. Для защиты железнодорожных путей пригнали несколько бронепоездов. Также было приказано вырубать леса на расстоянии двухсот метров от дорог. Ко второй половине 1943 немцы контролировали на Волыни и Полесье только крупные населённые пункты, в то время как провинция и сёла были под контролем УПА.
После массового дезертирства украинских полицейских в марте-апреле 1943 в ряды УПА, немцы решили воспользоваться польско-украинским этническим антагонизмом. Украинцев-дезертиров из полиции частично заменили поляками. Из местного польского населения в различные полицейские подразделения были призваны в среднем от полутора до двух тысяч человек. Вдобавок, в мае 1943 года немцы для борьбы против УПА перебрасывают из Белоруссии на Волынь 202-й батальон шуцманшафта, в составе которого находилось 360 человек. Этот батальон практически целиком и полностью состоял из поляков, он участвовал в боях против УПА в лесах Костопольского района и вёл карательные акции против украинского населения за поддержку УПА. И немецкая гражданская администрация, и СД поддержали создание польской самообороны. Ей дали согласие на хранение оружия, а некоторым отрядам оружие даже предоставили. В то же время немцы смотрели сквозь пальцы на то, что польские форпосты имели больше оружия, чем это позволяли немецкие правила.
Из-за нехватки немецких войск на Волынь была направлена 25-я дивизия венгерской армии. Из венгерских оккупационных войск были сформированы большие опорные пункты на Волыни. Так, по данным УШПД гарнизон Ровно насчитывал 5000 венгров, ещё 2000 венгров были в Сарнах.
Летом 1943 в борьбе против УПА на Волыни уполномоченному по борьбе с партизанами Эриху фон дем Бах-Зелевски была подчинена дивизия СС «Флориан Гайер». На июль 1943 года в составе дивизии насчитывалось 8308 бойцов, из которых 7350 — в боевых частях и 958 — в подразделениях снабжения и обеспечения. Кроме того, в дивизии служили 740 «хиви».
В сентябре по инициативе Волынского областного Провода ОУН-мельниковцев был сформирован коллаборационистский Украинский легион самообороны (УЛС), созданный на основе оставшихся повстанческих отрядов ОУН (м) на Волыни, не уничтоженных бандеровцами, и командование которых в результате жёсткой конфронтации с ОУН (б) решило достичь соглашения с немцами ради успешной борьбы с УПА, а также с советскими и польскими партизанами. Формирование, по разным оценкам, насчитывало от 500 до 1000 бойцов. В начале 1944 г. УЛС был реорганизован в 31-й батальон СД, став таким образом коллаборационистским военным подразделением в составе Вооружённых сил Третьего рейха. Конфронтация мельниковского легиона с бандеровской ОУН продолжалась и дальше.

### Силы других национально-освободительных организаций
Ещё до того, как на Волыни появились бандеровские партизанские формирования, там уже существовала так называемая первая УПА (Полесская сечь). Её возглавлял Тарас Бульба-Боровец. До войны он был тесно связан с петлюровским движением и нелегально пересекал границу с СССР для выполнения разведывательных задач. Полесская Сечь действовала на Полесье и Волыни с начала войны против большевиков. Но немцы после непродолжительного сотрудничества в ноябре 1941 потребовали от Боровца ликвидации группировки. Поводом стал отказ её бойцов участвовать в расстреле еврейского населения в Олевске 12 ноября. После формального роспуска группировки отряды Боровца ушли на нелегальное положение, не исключая в будущем борьбу против немцев. В декабре 1941 года Боровец избрал для них название УПА, апеллируя таким образом к традициям антисоветского партизанского движения в 1921 году. На рубеже 1942-43 максимальная численность подразделений Боровца составляла около 3-4 тыс. человек. Ядро в 300—400 человек дислоцировалось в лесах Сарненского, Олевского, Березнивского и Костопольского районов, а остальные жили в деревнях и считалась мобилизационным резервом УПА, а в дальнейшем — УНРА. Советские партизаны, воевавшие на Западной Украине, оценивали численность бульбовцев на лето 1943 г. вплоть до 10 000 человек. Николай Лебедь, руководивший ОУН(б) до мая 1943 года, в написанной им после войны книге «УПА» оценивал численность отрядов Боровца в 150 человек.
ОУН-Мельниковцы также имели свои партизанские отряды. К середине 1943 года численность всех мельниковских партизан составила 2-3 тысячи человек. Отряды ОУН (м) самостоятельно почти не вели активной вооружённой деятельности. Целью этих формирований была защита украинского населения от немцев, а также от польских и советских партизан. В течение нескольких месяцев бандеровцы и мельниковцы вели переговоры об объединении усилий в совместной борьбе, но они ни к чему не привели. Летом 1943 началась планомерная работа, направленная на подчинение вооружённых отрядов ОУН-М войсковыми подразделениями частей УПА. В конце концов, в июле 1943 бандеровцам удалось окружить и разоружить значительную часть мельниковских отрядов.
Известно ещё о целом ряде региональных украинских националистических организаций, которые не подчинялись ОУН (б). Долгое время они действовали самостоятельно. Самая большая из них — это Фронт Украинской революции (ФУР). Организация заявила о своей приверженности демократическим идеям и традициям национально-освободительной борьбы 1917—1921 годов. Лидером ФУР был Тимофей Басюк, бывший лейтенант Красной Армии (псевдо — Владимир Яворенко). Партизанские отряды ФУР насчитывали (по разным данным) 200—800 бойцов, сотрудничали в основном с Полесской Сечью, часто также с частями ОУН-М, изредка с УПА. В июле 1943 часть партизан ФУР присоединилась к УПА, часть ещё воевала с советскими партизанскими отрядами полковника НКВД Дмитрия Медведева. В сентябре 1943 года остальные бойцы ФУР присоединилась к Украинскому легиону самообороны.

### Стратегия и тактика борьбы
В первую очередь УПА решила нанести удар по гражданской администрации нацистов, стремясь предотвратить стягивание дополнительных контингентов. Немало атак было направлено на административные органы, где убивали работников и жгли документы. В то же время повстанцы уничтожали молокозаводы, мельницы, лесопилки и тому подобное. Подразделения УПА также нападали на районные административные центры и города, где немцы устроили так называемые опорные пункты, громя слабые участки. Они устраивали засады на дорогах, уничтожая небольшие группы немецких полицейских. Также уповцы совершали нападения на некоторые карательные экспедиции, направленные против украинского гражданского населения. Зато УПА редко атаковала железнодорожные пути, потому что не была заинтересована в ослаблении сил Вермахта, который воевал против СССР. Взятые националистами в плен немецкие солдаты чаще всего отпускались на волю, но при этом у них отбиралось вооружение и униформа.

## Боевые действия
- см. также УПА
- см. также ОУН(б)
- см. также Полесская сечь
- см. также ОУН(м)

Сохранившиеся документы УПА содержат многочисленные упоминания о мелких боевых столкновениях с немцами, но отсутствует какая-либо информация о сражениях с крупными силами войск СС и вермахта. Окончательное решение о выступлении против немецких оккупантов ОУН-Б приняла на III конференции 17-21 февраля 1943 года. С марта 1943 года отряды УПА стали активно нападать на немецкие гарнизоны. Например, в немецком документе под названием «Национально-украинское бандитское движение», датированном 17 июля 1943 года, говорится, что в марте 1943 г. отряды УПА совершили 8 вооружённых акций против оккупационной администрации, в апреле — 57 нападений, а в мае — уже 70.

### Преследование РСХА членов ОУН-Б (сентябрь 1941 — февраль 1943)
Как уже было сказано раньше, после подписания директивы начальника РСХА Гейдриха о проведении репрессий на территории Третьего рейха в отношении ОУН-Б, последовали массовые аресты оуновцев, в итоге те оказались на нелегальном положении. Поводом для подписания директивы стало убийство членов провода ОУН(м) Емельяна Сеника и Николая Сциборского в Житомире. Немцы возложили вину за эти преступления на бандеровцев.
Нацисты прежде всего активно преследовали членов Походных групп ОУН, следовавших на Восточную Украину. Аресты их членов проходили в Миргороде, Житомире, Полтаве, Виннице, Херсоне и Николаеве. Северная и центральная группа были преимущественно разгромлены. Южная группа была более успешной. Ей удалось достичь Одессы и создать там сильную базу ОУН. В октябре 1941 года в Миргороде был арестован и расстрелян Николай Лемик. В Херсоне в конце 1941 года немцами была раскрыта бандеровская организация, в которую входил заместитель бургомистра и начальник полиции Конрад, впоследствии расстрелянный. В конце 1941 года один член походной группы ОУН-Б был арестован по дороге в Крым на Перекопском перешейке. Ещё 14 националистов были арестованы и расстреляны гестапо в Джанкое. В начале 1942 года в Симферополе по приказу местного СД был закрыт местный украинский театр, а ряд его актёров был арестован за связь с ОУН.
В октябре и ноябре 1941 г. руководители ОУН (б), которые остались на свободе, решили готовить население к активному противодействию немцам, провести военное обучение и собрать на местах боёв советское оружие. Активность украинского освободительного движения замечалась в различных регионах Украины, в том числе на Волыни и Полесье. Немецкое донесение о событиях в СССР от 14 ноября, описывая состояние дел на Волыни, отмечает, что «среди украинских политических течений наибольшую деятельность разворачивает, как всегда, ОУН (Бандеры)». Отчёт также упоминает и ОУН (м), подчёркивая, что она менее радикальна, чем ОУН (б), и остаётся на позициях создания суверенной и независимой Украины. Удостоверившись, что ОУН Бандеры готовится к вооружённой борьбе, 25 ноября 1941 айнзацкоманда из Киева издала приказ всем постам полиции безопасности и СД Рейхскомиссариата Украина, в котором было сказано: «Бесспорно установлено, что движение Бандеры готовит восстание в рейхскомиссариате, цель которого — создание независимой Украины. Все активные функционеры движения Бандеры должны быть немедленно арестованы и после основательного допроса втихаря уничтожены как мародёры».
В середине января 1942 г. СД арестовала в Клевани группу полицейских, связанных с бандеровцами. В начале марта 1942 в Житомире при попытке сбежать от гестаповцев был застрелен проводник ОУН на Житомирщине Роман Марчак. С 10 по 13 марта в Житомире были ещё арестованы 12 бандеровцев. В Кременчуге были схвачены два курьера ОУН-Б, а в Полтаве арестованы бургомистр города и ещё три человека, симпатизирующих бандеровцам.
20 марта 1942 СД в «Сообщении о событиях в СССР» начала новую рубрику под названием «Украинское движение сопротивления».
В донесениях начальника полиции безопасности и СД от 22 мая 1942 сообщалось в Берлин, что в районе Костополя удалось найти и захватить бандеровский склад оружия, в котором находилось 600 винтовок, 12 пулемётов, 254 000 патронов, 4000 гранат, 1200 противогазов, 20 тыс. артиллерийских снарядов и другое военное имущество. «Установлено, бандеровское движение в начале войны, пользуясь ситуацией, сумело прочно обосноваться на Волыни и в Подолии и заполучить в свои ряды большое количество новых членов». Это был первый успех оккупантов по обезвреживанию бандеровских отрядов.
По состоянию на 3 июля 1942 немецкие карательные органы имели информацию о двух руководящих центрах ОУН (б) на Волыни. Один находился в Сарнах и был раскрыт, а другой в районе Горохова на границе с Галицией. Гороховский центр немцы считали важным, поскольку оттуда шла связь в Генерал-губернаторство. Также постоянно переводили и анализировали многочисленные листовки, инструкции, приказы, изъятые при аресте членов ОУН (б) и ОУН (м). Из полученной информации становилось ясно, что украинское национальное движение активно готовится к антинемецкой борьбе.
25 июля 1942 при попытке сбежать от гестаповцев в Киеве был убит Дмитрий Мирон («Орлик»), он был видным идеологом ОУН и автором «44-х правил жизни украинского националиста». Это был серьёзный удар по ОУН. Это даже побудило Николая Лебедя создать специальную комиссию по этому поводу и направить в Киев специальную группу для ликвидации убийц Мирона. В ноябре 1942 года двое военнослужащих 201-шуцманшафт-батальона — командир роты Василий Сидор и командир взвода Юлиан Ковальский, взяв краткосрочные отпуска, приедут в Киев, где в качестве мести выследят и застрелят на улицах города причастных к убийству Мирона—"Орлика" двух агентов германской СД.
В ночь на 17 октября 1942 сотрудникам СД удалось обнаружить подпольную типографию ОУН-Б в Харькове. В ходе штурма здания возникла жестокая перестрелка, которая закончилась арестом 11 бандеровцев. О боевых потерях убитыми и ранеными не сказано ничего. Конфисковано много пропагандистских материалов и 14 ящиков с матрицами.
В октябре-ноябре 1942 г. гестапо провело многочисленные аресты бандеровцев в Германии. Только в ноябре 210 человек были арестованы в Берлине, Лейпциге, Ганновере, Гамбурге и Потсдаме. В руки гестапо попал и полевой проводник ОУН-Б в Германии, Василий Безхлебник. В Берлине сотрудники полиции безопасности также арестовали 4 курьеров ОУН из Галиции. Один из них на допросе рассказал, что центр движения «группы Бандеры» должен находиться во Львове или его окрестностях.
В начале ноября 1942 года ОУН решила устроить во Львове ряд нападений на немецкие товарные склады и обставить это таким образом, чтобы ответственность за это упала на польских подпольщиков — во время этих нападений при связанных часовых разговаривали только на польском языке. Также нападающие оставляли листовки с лозунгами на польском языке вроде: «Мы тоже люди, и тоже хотим жить!» или: «Долой Гитлера, да здравствует Польша!». 11 ноября оуновцы разбросали по Львову листовки на польском языке с призывом к восстанию. Подпольщики надеялись, что в результате этой и предыдущих провокаций произойдут антипольские немецкие репрессии. Немцы, однако, разоблачили настоящих авторов листовок, и от арестов снова пострадали оуновцы.
Во второй половине ноября из Германии во Львов была отправлена группа ответственных работников Гестапо для розыска и арестов членов высших структур ОУН (б). Гестапо выследило и арестовало трёх молодых студентов, чьи квартиры использовались для распространения националистической литературы. Спустя несколько дней немцы добились значительного успеха, арестовав Владимира Лобая, начальника курьерской службы ОУН-Б. Ещё шесть оуновцев попали в ловушку в его явочной квартире. Самого Лобая вскоре отправили в концлагерь Аушвиц, где продержали до осени 1944 года. 21 ноября 1942 в ходе облавы гестаповцы накрыли ещё одну из конспиративных квартир ОУН (б) на ул. Жулинского. Штурмбаннфюрер СС Герхард Шарф вместе с другим служащим уголовной полиции арестовывали пять оуновцев, но вдруг в помещение зашёл член Провода Дмитрий Майивский. Увидев облаву, он, однако отказался сдаваться и вместо этого выхватил пистолет и выстрелом в голову убил Герхарда Шарфа и ранил служащего уголовной полиции в плечо, а сам, несмотря на полученные две пули, сбежал через окно.
В первых числах декабря 1942 во Львове собралась на конференцию военная референтура, чтобы отчитаться Проводу за проведённую работу по подготовке к формированию вооружённых сил. И здесь гестаповцам улыбнулась удача. 4 декабря нацисты провели широкомасштабную облаву, в ходе которой схватили 18 оуновцев, преимущественно работников военной, пропагандистской и организационной референтур Провода, в том числе 3-х членов Провода ОУН (б) — Ивана Климова («Легенду»), Ярослава Старуха и Дмитрия Грицая («Дуб», «Перебийнис»). Их заключили в тюрьму на Лонцкого. Климов был казнён в тот же день, пережив при этом страшные пытки гауптштурмфюрера СС Вилли Вирзинга.
Однако нацистским спецслужбам не удалось окончательно уничтожить украинское националистическое подполье на оккупированных Рейхом территориях. Организация смогла сохранить кадровое ядро для дальнейшей борьбы в новых условиях. На рубеже 1942/43 гг. немецких оккупантов в тылу ждала формирующаяся Украинская Повстанческая Армия. На сегодняшний день не выявлено ни одного немецкого документа, который бы полностью раскрыл обострение ситуации на Волыни и Полесье в начале 1943 года и подробно рассказал о создании УПА. Немецкие документы показывают, что немцы такой информации в течение длительного периода времени не имели.

### Шепетовская операция Полесской Сечи
«Шепетовская операция» была проведена в ночь на 19 августа 1942 г. соединённой группой «летучих отрядов» бульбовской УПА на узловом железнодорожном пункте Шепетовка. Повстанцы завладели четырьмя эшелонами различного имущества, которое было вывезено в лес. Кроме того, освобождены два эшелона людей, которых везли на принудительные работы в Германию.
О схожей операции уже бандеровской УПА сообщается в немецких отчётах июня 1943 года. Речь идёт об «украинской банде», которая захватила хорошо защищённые военные продовольственные склады в Шепетовке.

### Нападение наТучин(3 декабря1942)
В ночь со 2-го на 3 декабря 1942 года, группа бульбовцев, переодевшись в советских партизан, напала на село Тучин на Ровенщине. Потери врага минимальные — несколько человек. После короткого боя с немецкой полицией, националисты начали вывоз имущества типографии из райцентра. Шрифты, ротационные машины и некоторый другой инвентарь типографии были погружены в сани. Основные типографские машины остались не тронутыми. Через 1,5-2 часа, когда из города Ровно прибыло подкрепление немцев, группа оставила Тучин и выехала в направлении на север.

### Бой у Владимирца (7 февраля 1943)
Первый известный крупный бой бандеровской УПА против нацистов. Состоялся 7 февраля 1943 г. между первой сотней УПА (отряд Григория Перегиняка) и немецким гарнизоном городка Владимирец Ровненской области. Непосредственной причиной нападения на посёлок было ранение и арест немцами члена ОУН-Б «Дибровы», которого содержали во Владимирце. Когда данные об этом попали к местному руководству ОУН, то на совещании под руководством «Дубового» (Ивана Литвинчука) было принято решение напасть на отделение шуцполиции и освободить арестованного.
В здании размещалось, скорее всего, от нескольких до десятка жандармов (немцев и «казаков»). Повстанцы были вооружены револьверами, карабинами и пистолетами-пулемётами, но у некоторых было лишь холодное оружие (топоры, пики и ножи). В ходе боя уповцы взяли здание. Было захвачено 20 карабинов, 65 кос, амуниция.
По данным УПА, погибли 7 противников, в том числе немецкий командир жандармерии. УПА потеряла одного убитого и двух раненых. По данным польских историков Владислава и Евы Семашко, во время боя был убит один немец и трое «казаков» (предположительно — «власовцев»), кроме того, 6 «казаков» было взято в плен (их забрали с собой при отходе из Владимирца, по утверждению Владислава и Евы Семашко, на следующий день члены УПА зарубили их топорами в одном из домов в польской колонии Паросля).

### Освобождение заключённых из немецкой тюрьмы в г. Кременец (19-20 февраля 1943)
В ночь с 19 на 20 февраля 1943 г. украинские повстанцы под предводительством Ивана Климишина напали на тюрьму в городе Кременец, они освободили всех заключённых и без потерь покинули город. Известно, что на февраль 1943 в камерах этой тюрьмы содержалось немало членов ОУН (б) и ОУН (м), местных крестьян, которые не сдали немецкие продовольственные налоги, коммунистов, бежавших от вывоза на принудительные работы в Германию.

### Бой возле села Высоцк (22 февраля 1943)
Бой УПА возле села Высоцк с превосходящими по численности частями немецкой армии состоялся 22 февраля 1943 года.
Согласно версии украинских националистических историков, после постоя недалеко от села Высоцк Дубровицкого района Ровенской области сотня УПА под руководством Григория Перегиняка совершила нападение на немецкий гарнизон в деревне. В начале боя подразделение немцев насчитывало около 200 солдат. Бойцы УПА огнём начали теснить врага. Впоследствии на помощь немцам прибыло подразделение из около 350 солдат. Отряд УПА вынужден был отступить в лес, нанося значительный урон немецким подразделениям. Потери противника составили 20 человек, потери УПА — 2 человека, в том числе и Перегиняк.
Польский историк Гжегож Мотыка, ссылаясь на показания одного из бойцов отряда Перегиняка, приводит несколько иную версию боя. Немцы первые атаковали уповцев на постое, и те после короткой перестрелки отступили. Перегиняк после первых минут столкновения находился в другом селе. Услышав выстрелы, он прискакал к месту стычки на лошади и сразу же погиб. В бою погибла также санитарка УПА, которая застрелила двух немцев из пистолета, ещё троих поразила гранатой.

### Бой вОржеве(10-11 марта 1943)
В ночь с 10 на 11 марта l943 года отряд УПА напал на фанерную фабрику в Оpжеве (Ровенская область), где было много оружия и боеприпасов. Потери немцев, по данным УПА, составили 60 убитых и раненых; потери УПА: 4 убитых, среди которых и командир «Остап» (Сергей Качинский), который лично руководил боем. Украинский историк Даниил Яневский выразил точку зрения, что формирование Сергея Качинского никому не подчинялось и действовало самостоятельно без санкций «сверху».

### Дезертирство украинских полицейских на Волыни (март-апрель 1943)
Массовый выход из службы украинцев, находившихся на службе в немецкой администрации, в течение марта и апреля 1943 года. После дезертирства большая часть милиционеров-дезертиров присоединились к УПА. Всего ряды УПА пополнило от 4000 до 6000 сотрудников вспомогательной полиции (всего в то время украинская полиция на Волыни насчитывала 11 870 человек).
Существует несколько версий причины дезертирства шуцманов. Самая распространённая из них — это решение, принятое на III конференции ОУН-Б. Целью дезертирства было пополнить ряды УПА. Другая версия — это провокация со стороны советской разведки. Командир 1-й партизанской бригады специального назначения ГРУ полковник А. П. Бринский привёл к дезертирству одно полицейское подразделение, намереваясь включить его в состав советских партизанских отрядов. Немцы в ответ начали арестовывать полицейских и расстреливать их, в результате чего другая часть бежала «в лес». Однако Бринский не ожидал, что дезертиры в основном вступят не в его отряды, а в УПА.
Эти события некоторые иногда также трактует как борьбу с нацистами и не зря, ведь дезертирство полицейских вызвало репрессивные меры со стороны оккупационной администрации, а покидая полицейские участки, дезертиры освобождали заключённых и расстреливали немецкое командование. Часто поводом для дезертирства было нападение на полицейский участок или тюрьму отрядов УПА.
1. Например, 9 марта 1943 г. боёвка ОУН-Б под руководством Ивана Климишина-«Крука» напала на Бережци. Воспользовавшись нападением, украинские полицаи атаковали немцев и убили их[111].
2. 18 марта 1943 г. украинские полицаи убили коменданта и сбежали из полицейского участка в Боремеле[111].
3. 20-22 марта 1943 г. из Луцка по инициативе Степана Коваля-«Рубашенко» дезертировал хозяйственный батальон полиции, насчитывавший 320 человек. Вместе с ним к партизанам перешли охранные подразделения и районная полиция (около 200 человек). Перед уходом они в Луцке напали на лагерь для военнопленных, откуда освободили около 40 человек, а также открыли сборный пункт для принудительных рабочих. Батальон отступил к окраинам городка Колки, где на его базе был создан батальон УПА во главе с «Рубашенко»[110].
4. В ночь с 25 на 26 марта 1943 г. уповцы обстреляли Мацеев. В погоню за националистами немцы отправили 103-й полицейский батальон, насчитывавший около 220 человек. Сразу же после выхода из города полицейские дезертировали и создали курень УПА, который возглавил инициатор побега Иван Климчак-«Лысый»[110].
5. В ночь с 27 на 28 марта 1943 г. отряд УПА под командованием Алексея Брыся атаковал Горохов. В результате, местный гарнизон украинской вспомогательной полиции дезертировал и присоединился к повстанцам[110].
6. 6 апреля 1943 г. произошёл бунт украинской полиции в Ковеле. Дезертиры убили 18 немцев и выпустили всех заключённых из концлагеря[112].

Попытки дезертирства не всегда заканчивались успехом. В Здолбунове украинские полицаи отказались выполнять приказы. Немцы немедленно их разоружили, двенадцать расстреляли, а остальных отправили в Германию.

### Бои за Людвиполь (28 марта 1943)
После атаки советских партизан 31 декабря 1942 года на Людвиполь (ныне Сосновое) немецкий гарнизон покинул населённый пункт. Заброшенный посёлок на целых три месяца стал штаб-квартирой боевиков ОУН, и местом, откуда украинскими националистами организовывались нападения на окрестные польские сёла. Оуновцы во время пребывания в посёлке убили и с десяток местных поляков.
28 марта 1943 г. немцы предприняли попытку отбить Людвиполь. Карательные отряды, вооружённые артиллерией и миномётами, были стянуты сюда из Ровно, Костополя и Березного. Перед городком отряд УПА, который был там расквартирован, попытался остановить нацистов. Дело дошло до тяжёлых боёв с применением миномётов и гранатомётов. Бой продолжался более трёх часов. В итоге украинцы отступили. Немцы сожгли Людвиполь и соседнюю деревню Губков. По данным УПА, нацисты потеряли 58 человек, по потерям повстанцев данных нет.

### Атака наЦумань(12-13 апреля 1943)
В ночь с 12 на 13 апреля 1943 года подразделение Украинской повстанческой армии (сотня «Яремы») атаковало местный полицейский участок в Цумани. Немцы были разбиты, погибло около 20 противников. Уповцы захватили оружие, униформу.

### Атаки на Яновую Долину (22-23 апреля и 15 мая 1943)
В ночь с 21 на 22 апреля 1943 года УПА атаковала Янову Долину. Атакой лично командовал Иван Литвинчук-«Дубовый», а участие в ней приняла, в частности, «первая сотня» УПА, которую после смерти Григория Перегиняка возглавил Никон Семенюк-«Ярема», и сотня «Шавулы» (Адама Рудыка). Большая часть историков эту операцию трактуют исключительно, как антипольскую акцию. Считается, что жертвами этой акции стали около 600 поляков, большинство из них погибло в огне пожаров. Часть была убита топорами. Были взорваны два железнодорожных моста, разрушены различные склады, захвачена тонна взрывчатки.

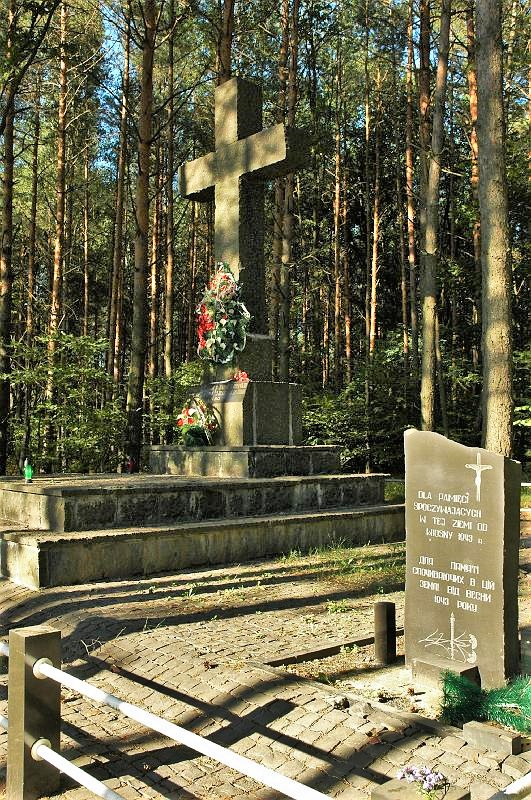
Памятник польскому населению, уничтоженному в Яновой Долине

Некоторые украинские националистические историки (например, Пётр Мирчук) трактуют это событие как антинацистскую акцию, поскольку в селе был расквартирован германский гарнизон численностью до роты. Они располагались в здании бывшего отеля. На момент атаки националистов германцы не покинули своей базы и стреляли по уповцам только тогда, когда те слишком близко приближались к их месту дислокации. Потери УПА (по собственным подсчётам) составили 4 убитых и 3 раненых. Около 4:00 утра над Яновой Долиной появился германский самолёт-разведчик, что заставило УПА отступить.
Янова Долина снова стала объектом атаки УПА 15 мая. Вне досягаемости германской обороны находились электростанция, трансформаторная и насосная станции и многие другие здания, которые сожгли или взорвали повстанцы. Однако в тот день никто не погиб. Сразу после этого нападения всех остальных гражданских лиц вывезли, а в посёлок доставили польских полицейских из 202-го батальона.

### Уничтожение Алексия Громадского (7 мая 1943)
7 мая 1943 года отряд партизан из ОУН-Мельника под командованием «Хрена» (Николая Недзведского) на Дубненщине убил православного епископа Алексия Громадского. В книге Максима Скорупского («Макс»), взводного этого отряда, сообщалось что партизаны хотели устроить засаду на гебитскомиссара Мюллера. Когда подъехала машина епископа, полагая, что они имеют дело с немцами, они открыли огонь. Вместе с епископом погибли ещё три человека (в том числе и его секретарь). А на трупах были обнаружены документы, свидетельствующие о сотрудничестве епископа с немцами.

### Гибель первого командира УПА (13 мая 1943)
13 мая 1943 г. первый главный командир УПА Василий Ивахив вместе с начальником штаба УПА Юлианом Ковальским («Гарпун») и Семёном Снятецким, а также немногочисленной группой повстанцев попал в немецкую засаду возле села Черныж на Волыни и в ходе кратковременного боя погиб. Погибшие были похоронены в братской могиле в селе Бечаль (теперь Костопольский район Ровенской области). Посмертно Василий Ивахив награждён Золотым Крестом Боевой Заслуги 1-го класса и удостоен звания подполковника УПА. В 2004 году там был открыт и освящён памятник погибшим.
Ивахив был активным сторонником союза с бульбовцами (сторонники Тараса Боровца) с целью совместных боевых действиях против нацистов. В течение января-апреля 1943 велись переговоры между Волынским краевым руководством ОУН и представителями Полесской Сечи с целью объединения повстанческих сил. Ходили слухи, что стороны якобы высказались за объединение воюющих отрядов и договорились о новой встрече, которая должна была состояться 14 мая и направлялись на неё.

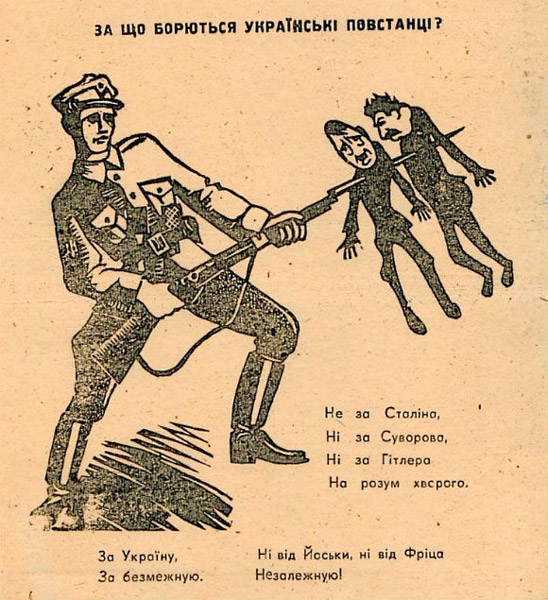
Пропагандистская листовка «За что борются украинские повстанцы?»

### Рельсовые акции УПА (июнь-октябрь 1943)
Зафиксированы единичные случаи выведения из строя украинскими повстанцами железнодорожного полотна. Так в ночь с 23 на 24 июня 1943 г. была взорвана железнодорожная линия между станциями Немовичи и Малинск по пути Ровно-Сарны. Также в ночь с 25 на 26 июня 1943 года партизаны взорвали железнодорожные пути между Немовичами и Малинском, и после короткого боя захватили поезд с боеприпасами.

### Противостояние с польскими коллаборационистами
Атаки на немецкие опорные пункты очень часто сопровождалась резнёй польского населения, и это сделало оборону против УПА вопросом жизни и смерти для поляков. Многие, опасаясь бандеровцев больше, чем нацистов, согласились на принудительные работы в Германии. Как уже была сказано раньше, на Волыни, после того как украинская полиция перешла на сторону УПА, немцы стали её заменять поляками. Немцы пытались действовать таким образом, чтобы разжигать польско-украинский конфликт, поскольку просто считали поляков определённым противовесом для УПА. В различных населённых пунктах были сформированы польские шуцманшафты для поддержки, как правило, слабых немецких гарнизонов. Атаки УПА немцы и польские шуцманы отбивали тоже вместе:
1. Это произошло, в частности, в Березно, где 2-я рота польского 202-го полицейского батальона была размещена рядом с группой немцев. Благодаря этому в июне 1943 года была отбита атака УПА, вероятно, отряда «Коры» (Макара Мельника). Однако несколько поляков погибли, а часть города была сожжена. Был также убит бургомистр Березно[129]. В октябре гарнизон города был усилен ещё одной ротой польской полиции. Это было как раз вовремя, потому что вскоре подразделения УПА снова атаковали Березно. На этот раз полицейские также отбили нападение, но около тридцати поляков были убиты. Несмотря на отражение атаки, город постоянно подвергался атакам УПА в течение октября и ноября. Украинская повстанческая армия во время коротких рейдов, среди прочего, убивала поляков, живущих в пригородах[130].
2. Ещё один польский шуцманшафт был создан в городке Локачи. Он был организован там после нападения Украинской повстанческой армии, которое произошло 17 апреля 1943 г. Во время этого нападения были убиты 14 поляков и разгромлена аптека. Полицейские вырыли траншеи вокруг Локачей и ввели систему дневной и ночной охраны. Благодаря этому в июле 1943 года им удалось отбить атаку УПА. Однако полицаи не ограничивались самообороной. Много раз они устраивали набеги на окрестные украинские сёла с целью реквизиции продовольствия, которые порой сопровождалось убийствами гражданских. В январе 1944 года во время одного из рейдов полицейские убили 24 украинца. 13 июня 1944 года УПА безуспешно пыталась снова захватить городок. Во время нападения, однако, погибла группа мирных поляков[131].
3. Летом 1943 года немцы организовали гарнизон шуцманшафта из поляков и в Берестечко. Он состоял из трёх взводов, и его главной задачей была защита польского населения в городе и окрестном особняке Наречин. В июле 1943 года отряды УПА атаковали Берестечко. Им удалось ворваться в город и убить много польских семей. Дальнейшие нападения, отбитые сотрудниками польской полиции, произошли в сентябре и ноябре. 30 декабря 1943 года сотня УПА под командованием «Макса» при поддержке артиллерийского отдела «Берёзы» (три 76-мм пушки), атаковали полицейских в особняке Наречин, вынудив их отступить в город. Затем уповцы обстреляли город из артиллерии, убив несколько человек. Немецкое подкрепление пришло только через неделю. До этого гарнизон поддерживался только за счёт подвоза боеприпасов авиацией[132].
4. 21 мая 1943 г. польские жители села Стрылки (4 км от Клевани) под охранной немецкого конвоя, ядро которого составляли польские полицейские из 202-го батальона шуцманшафта, выехали из села. Их уводили из-за начатых украинскими националистами этнических чисток в районе. Между Радехувкой и Старожуковым в Ровенском районе конвой был атакован отрядом УПА. Польские полицейские были прижаты к земле огнём одновременно с трёх сторон. К их счастью, в районе пролетал немецкий самолёт. Он спикировал к месту боя, сбросил несколько малокалиберных бомб и открыл огонь из бортового оружия, обстреляв как украинских партизан, так и польских полицейских. Это заставило УПА отступить. Полицейские потеряли пятерых убитыми и двух ранеными, не считая убитых мирных жителей[133]. Украинцы оценили потери противника в 35 убитых и 10 раненых. У них тоже было пятеро убитых и двое раненых[134].
5. Один из бывших польских полицаев из 202-го батальона шуцманшафта, давший интервью в 1998 году польским историкам Гжегожу Мотыке и Мареку Вербицкому, рассказывал, как однажды попал в засаду УПА. 18 июля 1943 г. из Степаня после продовольственной акции (ограбления крестьян) возвращался конвой (два грузовика, экипаж: двадцать немцев и десять польских полицаев). Возле села Яполоть конвой попал в засаду украинских партизан. На конвой обрушился огонь многократно превосходящего отряда. Из тридцати человек выжили только шестеро, трое из которых были ранены. УПА потерь не имели[133].
6. Сам штаб 202-го батальона шуцманшафта разместили в Костополе. Ряды батальона к тому же пополнились за счёт набора местных волынских поляков, спасающихся от УПА. С июня 1943 года УПА ввела блокаду Костополя, из-за чего в городе плохо обстояли дела с пропитанем. Несколько десятков хорошо вооружённых полицаев совершали «продовольственные рейды» в поля за урожаем. Немцев не заботило положение поляков, но они были заинтересованы в депортации как можно большего числа из них для работы в Германии. К тому же силезцы, служившие в немецкой армии, пришли на помощь волынским полякам и вместе с полицаями организовали походы в окрестные сёла за пропитанием[135].
7. После начала антипольской акции многие скрывались в монастыре кармелитов босых в Вишневце, который несколько раз уповцы атаковали в 1943 году. Оборону там держал шуцманшафт, состоящий из около двадцати поляков при поддержке немецко-венгерского гарнизона. В феврале 1944 года городок покинули сначала немцы, потом венгры, которые прихватили с собой часть населения, в том числе польский шуцманшафт. В монастыре скрывались от трёхсот до четырёхсот человек. Поляки надеялись, что сразу после отступления немцев придут советские войска, но первыми появились украинские партизаны, которые 21 февраля устроили в посёлке бойню гражданского населения[136].

### ПротивостояниеУкраинской народной самообороныпротив оккупационной администрации в дистрикте Галиция (июль-декабрь 1943)
В Галиции в первой половине 1943 г. полноценные партизанские отряды украинских националистов ещё не существовали. К июлю 1943 г. военно-политическое руководство ОУН-Б/УПА не спешило начинать партизанскую борьбу в Галичине, подобную той, которую они начали на Волыни, Полесье и в части бывшей Советской Украины. Подобная стратегия и тактика имела свои объяснения: оккупационный режим в дистрикте Галиция был немного более мягким по сравнению с режимом Эриха Коха в Рейхскомиссариате «Украина», поэтому бандеровцы решили до поры до времени не нарушать относительное спокойствие в этом регионе.
Главным поводом создания вооружённых сил ОУН-Б в Галичине стало появление в дистрикте большого отряда советских партизан под руководством Сидора Ковпака. Приказ о формировании Украинской народной самообороны Главный Провод ОУН (б) издал 15 июля 1943 г. Относительно немцев, как указывают показания в протоколе допроса Александра Луцкого, УНС запрещалось проводить любые наступательные операции против немцев, и против последних они заняли тактику обороны. Однако, 18 августа 1943 г. УНС-овцы провели первую вооружённую акцию против оккупантов под городом Сколе. Сотня УНС в ходе короткого боя захватила лагерь принудительного труда и освободила несколько сотен украинских рабочих каменоломни, расстреляв немецкую охрану, которая издевалась над заключёнными.
Кроме боёв оборонного характера с сентября 1943 г. Украинская народная самооборона в Станиславщине начала практиковать нападения на немецкие и венгерские автоколонны, небольшие гарнизоны для пополнения вооружения и провизии. Например, в конце сентября чета под командованием «Скубы» на дороге Космач-Коломыя организовала засаду, в которую попали четыре грузовика с немцами. В перестрелке немцы, по украинским данным, потеряли около 70 человек убитыми.
В течение последних трёх месяцев 1943 г. УНС старалась избегать активных активных боевых действий из-за введения в Галичине 2 октября 1943 г. системы расстрела десяти заложников за убийство одного немецкого солдата или представителя оккупационной власти. Однако локальные бои против полицейских продолжались. 23 октября 1943 в г. Дрогобыче нацистские оккупационные власти провели публичную массовую казнь 10 украинских националистов на рыночной площади города. Вместе с ними гестаповцы также казнили двух поляков.
29 ноября 1943 г. произошло крупное столкновение отрядов УНС с нацистами у села Недельная, в котором погиб руководитель батальона «Кривонос-2» Антон Шкитак-«Емельян», командир одной из его рот «Быстрый» (его настоящее имя неизвестно) и почти весь штаб батальона. По данным УПА, потери со стороны немцев составили 167 убитых, со стороны УНС — 34 бойца. Немецкая сторона сообщала о гибели одного гестаповца — обер-шарфюрера СС Лауфманна, трёх шуцполицаев и получении тяжёлых ранений ещё 18 «шуцманами». После боя немцы арестовали семерых крестьян, которые помогали повстанцам, и трёх оуновцев из Спрыни и близлежащих сёл, арестованных (10 человек) доставили в Дрогобыч и 2 декабря 1943 г. публично повесили на рынке.
11-12 декабря, оккупационная власть провела наступление на районы, контролируемые повстанцами, в Долинщине на Станиславщине, где дислоцировался курень «Гайдамаки», однако повстанцы вовремя передислоцировались, оккупанты сожгли их лагерь и отступили.
В декабре 1943 г. УНС влилась в УПА, была переименована в «УПА-Запад», и получила руководителя — Василия Сидора. В целом население с энтузиазмом восприняло весть о создании первых бандеровских куреней в Галиции. При этом резко против создания УНС выступило руководство ОУН Андрея Мельника, призывая «не допустить волынизации Галичины», подразумевая под этим неизбежное усиление нацистского террора против мирного населения. Руководство ОУН-М поддерживало создание и деятельность дивизии СС «Галичина», надеясь, что проигрывающие войну немцы рано или поздно образумятся и позволят создать на её базе полноценную украинскую армию.

### Антипартизанские карательные операции против УПА на Волыни летом 1943
В начале лета Украину посетил рейхсминистр восточных территорий Альфред Розенберг, который был обеспокоен ситуацией в этом регионе. Становление Украинской повстанческой армии (УПА), распространение польско-украинского конфликта и появление в регионе советских партизанских отрядов превратили Волынь в кипящий котёл, потушить который у немецкого командования не было ни сил, ни средств. Розенберг участвовал в совещании генеральных комиссаров в Ровно 5 июня 1943 г. Он отчитал рейхскомиссара Украины Эриха Коха, потому что его политика «твёрдой руки» не принесла ожидаемых результатов. Чтобы спасти свою репутацию, Кох решил любой ценой ликвидировать УПА.
7 июня 1943 г. руководитель СС и полиции в генеральном Комиссариате Волынь и Подолье бригадефюрер СС Вильгельм Гюнтер издал приказ № 41 о ликвидации украинских партизан и установлении контроля над территорией. Чтобы восстановить контроль над регионом, немцы начали антипартизанские действия в районах Любомль, Владимир-Волынский, Горохов и Дубно. Результатов это не дало, а украинское повстанческое движение только усилилось.
Летом 1943 г. на Волынь прибыл и руководитель антипартизанских операций на Восточном фронте Эрих фон дем Бах-Залевски, чтобы лично командовать операциями против УПА. Он имел в подчинении 8-ю дивизию СС «Флориан Гайер», жандармерию, 10 моторизованных батальонов с артиллерией, польскую вспомогательную полицию, подразделения российских казаков, азербайджанские и узбекские отряды, 50 танков и бронемашин, 27 самолётов. Всего в карательные акции на Волыни были привлечены более 10 тыс. человек.
Залевский начал с пропагандистской деятельности. Например, на Волыни с самолётов разбрасываются листовки, направленные к украинцам, в которых немцы обвиняют УПА в связях с «большевиками и евреями». В начале июля фон дем Бах начал вооружённые действия. Он так же, как позже в Варшаве, с большой жестокостью применял правило коллективной ответственности. Украинские села, которые подозревались в связях с УПА, сжигались карательными отрядами, обстреливались артиллерией, подвергались бомбардировке авиацией. В июле карательные акции против УПА привели к полному уничтожению многих сел. Наиболее известная немецкая карательная акция — это полное уничтожение села Малин, где немцы с польскими полицаями убили 624 местных чеха и 116 украинцев. В селе действовала молодёжная организация ОУН. Несколько десятков молодых националистов попытались оказать сопротивление, но в борьбе с регулярной армией не имели никаких шансов. Все это происходило одновременно с массовыми арестами украинской интеллигенции — всего за ночь с 15 на 16 июля немцы арестовали более двух тысячи украинцев (в одном только Кременце — 280 человек), многих из которых позже расстреляли, других вывезли в концлагеря.
В целом, карательная операция, так и не приведшая к восстановлению контроля над этой частью территории Украины, была свёрнута. Антипартизанские акции Бах-Залевского не смогли даже помешать УПА в проведении масштабной антипольской акции, которая тогда достигла своего пика. Мобильные подразделения украинских повстанцев покидали опасные районы, зная, что готовится атака. Было много мелких столкновений, в основном при защите сел. Самыми большими успехами немцев можно назвать уничтожение нескольких видных командиров УПА. Например: выше упомянутую ликвидацию первого главнокомандующего УПА Василия Ивахива и начальника штаба УПА Юлиана Ковальского. 8 июля 1943 года в селе Дыковищи в бою с немцами погибли куренной УПА из ВО «Богун» и ещё трое партизан.
В августе 1943 г. подавление украинского национального восстания на Волыни возглавил высший командующий СС и полицией на юге России обергруппенфюрер СС Ганс-Адольф Прютцман, заменивший не справившегося с заданием Бах-Залевского. 11 августа Прютцман отдал приказ о проведении операции «Волынь». Целью операции было уничтожение советских и украинских партизанских отрядов, а также обеспечение сбора урожая. Операцию должны были осуществлять кавалерийская дивизия СС и боевая группа Шимана. Тем временем ситуация на Восточном фронте резко ухудшилась, и командование решило задействовать кавалерийскую дивизию СС в боях против Красной армии. Ещё 14 августа 1943 года штаб дивизии получил приказ на передислокацию и начал соответствующую подготовку. Переброска началась 17 августа. После того, как с Волыни забрали все боевые подразделения, которыми Прютцман пытался начать операцию «Волынь», ему пришлось обходиться лишь полицейскими, вспомогательными и тыловыми формированиями. Полностью подавить украинское повстанческое движение Прютцману не удалось, а, после того как урожай был собран, немцы временно снизили свою активность в борьбе с УПА.
По официальным данным украинского подполья, за летние месяцы с немецкой стороны потери убитыми и ранеными составили 3000 человек, со стороны УПА — 1237 человек, со стороны мирного населения — 5000 человек.

#### Атака УПА наКиверцы(июль 1943)
В конце июля 1943 года посёлок Киверцы подвергся ночному нападению отряда Украинской повстанческой армии (в этом районе оперировал полк «Котловина» во главе со Степаном Ковалём-«Рубашенко»). В городе был расквартирован гарнизон из венгров и голландцев, охранявших железнодорожную станцию. Враги уже были проинформированы разведкой о готовящимся нападении националистов, поскольку атаки на город уже происходили ранее и были направлены против поляков. В Киверцы также прибыло немецкое подразделение из Луцка. Атака была успешно отбита. 30 националистов и сопровождающий их украинский православный капеллан были взяты в плен и вскоре расстреляны.

#### Вторая атака УПА наВладимирец(8 августа 1943)
Летом 1943 года, вероятно 8 августа, курень УПА под командованием «Бористеня» (Дмитрий Коренец) атаковал Владимирец.
Участник атаки Василий Левкович (Вороной) в своих мемуарах писал, что немецкий гарнизон был начисто разгромлен и был вынужден покинуть посёлок («Бористень» направил поверженным врагам письмо с такой просьбой). В действительности немецкий гарнизон состоял всего из шести солдат, которые забаррикадировались в кирпичной школе. Сразу после начала атаки 30 украинских полицаев, которые дислоцировались в городке, перешли на сторону повстанцев. Главный импульс атаки УПА на сей раз был направлен против поляков, которые заперлись в местной церкви Св. Юзефа, откуда они отбивали атаки с помощью четырёх винтовок и соляной кислоты, которой обливали уповцев, пытающихся взломать дверь. Партизаны, не сумев взять штурмом главный вход, взорвали заднюю стену церкви, убив при том двух полек. К счастью для поляков, в тот момент во Владимирец прибыла немецкая подмога, что заставило УПА отказаться от дальнейшего штурма и отступить. Сразу же после нападения немцы эвакуировали из городка своих солдат и польское население.

#### Кавалерия СС против УПА наГороховщине(15-16 августа 1943)
15-16 августа состоялось единственное зафиксированное в немецких документах боевое столкновение кавалерийской дивизии СС «Флориан Гайер» на Волыни с отрядом УПА. Это произошло на Гороховщине в районе сёл Подберезье, Марковичи и Мирков. Противником кавалеристов выступила сотня Николая Новосада («Грома») из куреня УПА под командованием Павла Скибы («Мирона»). В районе Подберезья подразделения зенитного дивизиона дивизии под командованием штурмбаннфюрера СС Гельмута Бартельмеса попали в засаду УПА. Их обстреляли из пулемёта и миномёта. Один немец получил тяжёлое ранение. Далее эсэсовцы были более осторожны. Они окружили Подберезье, однако повстанцы успели незаметно село оставить. Не зная об этом, немцы дождались вечера и пошли на штурм, подпалив при этом несколько домов зажигательными боеприпасами. Подберезье было захвачено и в результате поджога сгорело полностью. Данные о потерях с обеих сторон отсутствуют. Упоминание о сожжении этого села фигурирует в повстанческом документе «Отчёт по общественно-политической обстановке округа Владимир-Балта за август 1943». Там же указано, что в течение месяца (20 июля — 20 августа 1943 года) «от немецкого террора» в Подберезье погибло 17 человек. После захвата Подберезья эсэсовцы стремительным ударом зачистили от повстанцев села Марковичи и Мирков. Всего ими было убито 5 партизан, ещё два попали в плен, а остальные ушли в окрестные леса. Днём 16 августа зенитчики достигли села Терешковцы, где до конца дня имели ещё два «контакта с врагом», но повстанцы уклонились от серьёзного боя.

### Атака на Камень-Каширский (19-20 августа 1943)
В ночь с 19 на 20 августа 1943 г. украинские повстанцы напали на г. Камень-Каширский (Волынская область). Под городом располагался немецкий аэродром, а в самом городе — немецкий гарнизон — около 350 человек (в том числе 75 бойцов немецкой шуцполиции, 63 польских полицейских и 9 работников СД).
Нападение совершили силы УПА под командованием Юрия Стельмащука-«Рыжего», атаку на город проводил курень «Крыгы» и сотни Ивана Клымчака-«Лысого» и «Кубика» (до 800 человек) при поддержке тяжёлых миномётов и орудия калибра 76 мм.
Согласно радиограмме начальника Ровенского областного штаба партизанского движения генерал-майора Василия Бегмы, уповцы убили 70 немцев. Польские историки трактуют это событие как антипольскую акцию. Согласно их данным, украинские националисты убили на улицах города 120 поляков. Сами же немцы оценивают свои потери в 10 человек убитыми. Повстанцы вывезли 6000 центнеров соли, 500 центнеров муки, 30 центнеров сахара, кожу, военную униформу, 7 мотоциклов, легковой автомобиль, 11 лошадей с сёдлами, 4 радиоприёмника, 1 радиостанцию, 16 печатных машинок, 100 пистолетов, 4 немецких автомата, 10 пулемётов, 20000 патронов.

### Атаки на Мизоч (август-ноябрь 1943)
Серия атак украинских повстанцев на городок Мизоч в Ровненской области. Первая атака состоялась в ночь с 24 на 25 августа (по другой версии — с 31 августа на 1 сентября) 1943 года. Её осуществили с восточной стороны два куреня УПА (Дубенский и Кременецкий) под командованием Петра Олейника и Максима Скорупского. В Мизоче был расквартирован немецко-венгерский гарнизон, а также польский отдел шуцполиции.
У УПА была задача выбить немцев из сахарного завода и вывезти оттуда сахар. Завязался бой, который длился несколько часов. Дубенский курень УПА захватил сахарный завод. Получив сообщение о подкреплении противника, уповцы начали поспешно грузить сахар на автомашины и подводы. Загрузив весь транспорт сахаром и добытым на заводе имуществом, повстанцы положили на подводы своих убитых и раненых и на рассвете отправились обратно в лагерь. Их атаковали немецкий самолёт. Несколько автомашин сгорели, но в целом колонна добралась до леса.
В результате атаки погибли от 80 до 100 поляков. В их число входят и несколько полицаев, находившихся на службе у нацистов. В последующие дни после этого нападения большинство других поляков, опасаясь за собственные жизни, оставили городок и под конвоем немцев выехали сначала в Здолбунов, а затем дальше на запад.
Ещё одна атака УПА на Мизоч произошла 3 ноября 1943 года, когда повстанцы разоружили 190 полицейских, набранных из бывших военнопленных Красной Армии. Погибли 10 немцев. Уповцы потеряли убитыми и ранеными 7 человек.

### Бой под Радовичами 7-9 сентября 1943
Трёхдневный бой УПА с нацистами и польской вспомогательной полицией возле села Радовичи Турийского района. В бою участвовали девять сотен УПА (более 1000 повстанцев) и около 2000 нацистов и их польских пособников. Повстанческим соединением сотен группы «Туров» руководил Алексей Шум. Это было одно из крупнейших сражений УПА на Волыни. Началось всё с того, что отряд Вовчака напал на село Засмыки и начал уничтожать польское население. Немецкая военная часть, расквартированная в Ковеле, в рамках антипартизанских акций направлялась совершать карательные операции против УПА, и наткнулась на подразделение Вовчака, тем самым «спасла» село.
По данным УПА, в бою с соединением Вовчака немцы потеряли 208 убитых. Со стороны УПА в бою под Радовичами погибли 16 солдат, 3 ранено, добыто много трофейного оружия. Напуганные поражением нацисты, боясь штурма УПА железнодорожного узла г. Ковель, ввели в городе чрезвычайное положение. Ветеран польского подполья Винсент Романовский утверждает, что в этом бою немцы потеряли лишь 26 своих солдат. Однако указывает на то, что повстанцы казнили попавших в плен немцев, а потом ещё и надругались над трупами убитых, перед тем как отступить. Убитые немцы были торжественно похоронены на Ковельском кладбище.

### Оборона Загоровского монастыря (11-12 сентября 1943)
Днём 8 сентября 1943 года повстанческий взвод численностью 44 человека под руководством Андрея Марценюка («Берёзы») вошёл в Новый Загоров. Повстанцы расположились у Загоровского монастыря, который в случае встречи с немцами должен был стать надёжной точкой обороны.
11 сентября их неожиданно окружили немцы. Повстанцы заняли оборону и оказывали ожесточённое сопротивление. Немцы вызвали на помощь авиацию. Три самолёта бомбили монастырь, но повстанцы укрылись в монастырское подземелье.
Ночью с 11 на 12 сентября было принято решение вырываться из окружения. Бойцы УПА, используя туман, как прикрытие, предприняли попытку прорваться. Удалось это сделать 12 лицам. Трём, в том числе одному тяжело раненому, удалось скрыться в закоулках монастыря. 29 партизан было убито.

### Атака наЛитин(3 октября 1943)
3 октября 1943 года отряд украинских повстанцев из ВО «Винница» под командованием Емельяна Грабца напал на полицейский участок в посёлке Литин в Винницкой области. Непосредственной целью атаки было освобождение двух арестованных оуновцев. Здание было взято без сопротивления. Полицаи были разоружены, камрадов освободили. Также в качестве трофеев было захвачено 30 винтовок.

### Украинско-германский конфликт на рубеже 1943/1944 годов на Волыни

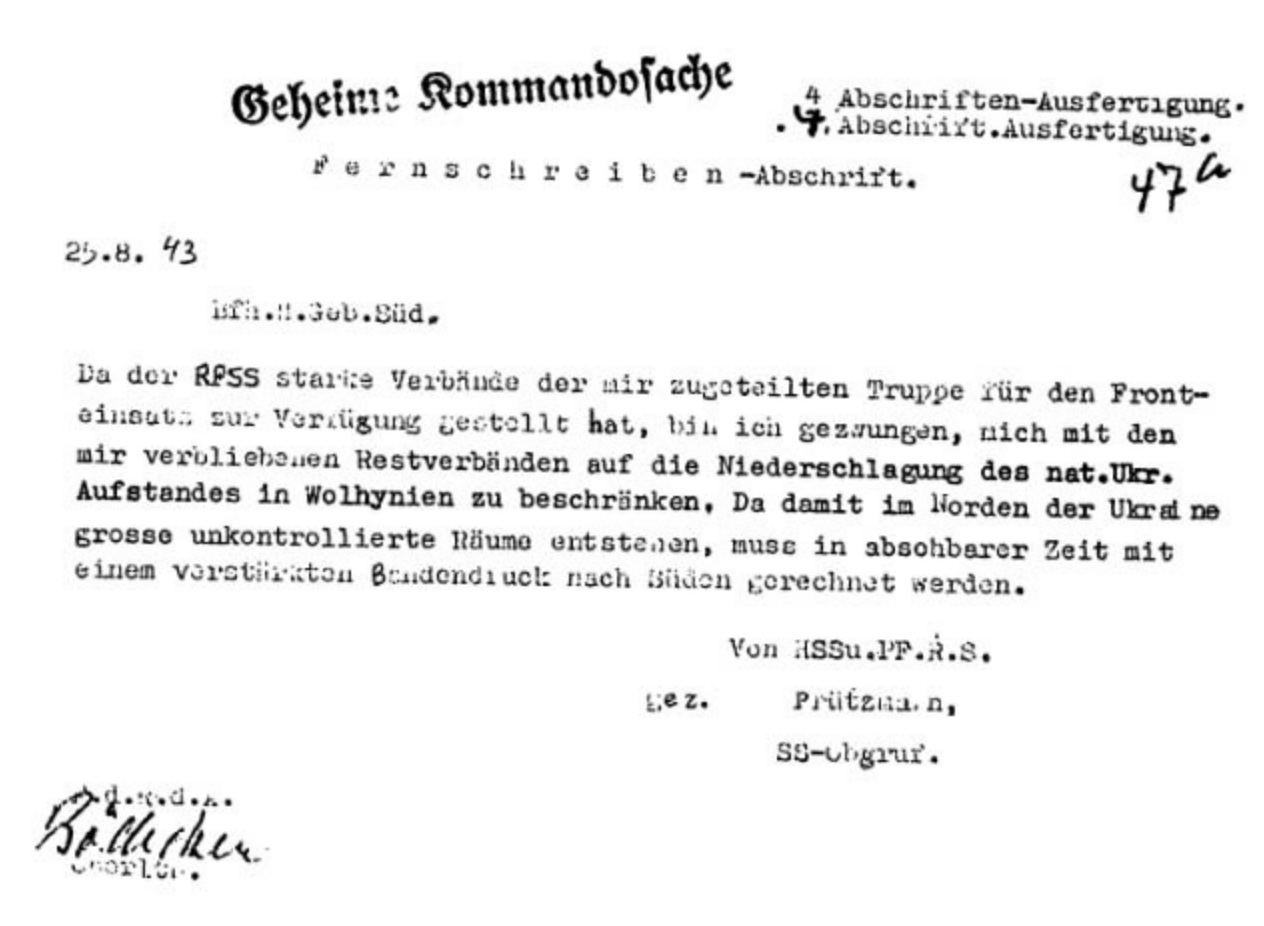
Телеграмма высшего руководителя СС и полиции в рейхскомиссариате «Украина» обергруппенфюрера СС Ганса Прютцмана по поводу подавления «украинского национального восстания» на Волыни

Стремительное наступление Красной Армии на запад в конце лета 1943 года означало, что у немцев не было ни времени, ни возможности провести крупную операцию против украинских партизан, и они были вынуждены прибегнуть к решительным мерам, дабы навести порядок у себя в тылу, но сил катастрофически не хватало. Поражение после битвы на Курской Дуге заставило немецкие карательные органы сосредоточить внимание прежде всего на охране железнодорожных путей. С конца лета 1943 г. мелкие гарнизоны начали постепенно выводиться в более крупные города и на вокзалы.
С другой стороны, на Волынь стали прибывать войска вермахта, отступающие от советских сил. Поэтому немцы не отказались от карательных экспедиций, целью которых была зачистка тыла, а также добыча продовольствия для армии. Одним из её проявлений стала ликвидация арестованных в тюрьмах и лагерях, которую ещё и провоцировали нападения советских партизан на представителей немецких властей. 1 октября 1943 года немцы расстреляли пленных в Кременце, 15 октября в Ровно, 16 октября в Луцке и Дубно.

9 октября были расстреляны семьдесят жителей Радогоща. 12 октября 1943 года в ответ на нападение УПА на немецкое подразделение в селе Точевики, было сожжено пятнадцать деревень близ Острога, около 500 мирных жителей были убиты. 3-4 ноября 1943 г. немцы сожгли села Бущи, Мосты и Борщовка. Карательную экспедицию поддерживали два самолёта. Они также бомбили госпиталь УПА недалеко от Бущи, убив двух пациентов и медсестру. 2 ноября 1943 года немецкая авиация бомбила Степань. Сгорело около тридцати зданий, но тогда мало кто погиб, несмотря на то, что немецкие лётчики стреляли в убегающих мирных жителей. После налёта немцы разграбили город. 2 ноября 1943 года в Рафаловском районе было сожжено село Великие Осинцы. 3 ноября 1943 года в Деражненском районе немцы сожгли колонию Соломки, убив около 250 мирных жителей, забрали 145 лошадей и 32 коровы. Во время операции были сожжены даже кучи зерна и сена. В Стыдинском районе одновременно было убито 249 человек, вывезено 19 пар лошадей и 25 свиней.

Также 3 ноября 1943 года немецкая карательная экспедиция нанесла удар по посёлку Колки с трёх сторон (о Колковской республике подробно ниже). Немцев поддерживали четыре самолёта: два атаковали посёлок, ещё два стреляли в убегающих партизан и мирных жителей. 10 ноября недалеко от Владимирца, в деревне Нетреба, немцы, благодаря известию своих агентов, арестовали около 50 человек, включая весь станичный провод ОУН.
Всего в октябре-ноябре зафиксировано 47 боёв отрядов УПА и около 125 мелких боёв местных отрядов самообороны (СКВ) с немцами. В результате боевых действий немцы потеряли около 1500 солдат, отряды УПА — 414 бойцов (Гжегож Мотыка пишет, что эта цифра завышена).

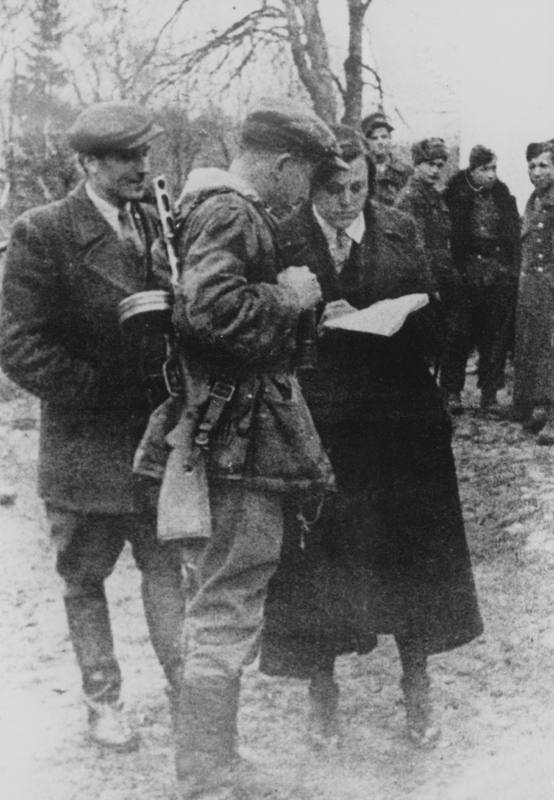
Конференция порабощённых народов Востока Европы и Азии. Слева направо: Роман Шухевич, Дмитрий Грицай, Екатерина Мешко-Логуш, село Будераж Ровенской области, ноябрь 1943

УПА также активизировала действия против негерманских полицейских подразделений, массово разоружая их или уговаривая перейти на свою сторону. Однако было бы ошибкой предполагать, что иностранные полицейские подразделения не воевали против УПА. Например, подразделение литовской полиции, дислоцированное в Мацееве (доставленное туда после второго дезертирства украинской полиции), осенью 1943 года захватило без боя и расстреляло двенадцать партизан УПА. В конце ноября 1943 года отряд казаков атаковал Кудрин. По дороге в местечко казаки схватили курьера УПА, допросили его и расстреляли вместе с его помощником. Также были ликвидированы четыре встретившихся партизана. В Кудрине казаки расстреляли двух женщин и партизан, найденных в госпитале.
Столкновения между УПА и немцами стали постепенно затихать с появлением линии фронта на Волыни, однако не прекратились полностью. В январе 1944 года немецкие войска разгромили курень «Крука» (Ивана Климишина) в Кременецком районе. В Маневичском районе была почти полностью уничтожена деревня Трояновка во время антипартизанских действий, проводившихся там с 6 по 30 января 1944 года. Также был сожжён Городок, число жертв не установлено. 20 марта 1944 года у села Луковичи в стычке с немцами погиб шеф штаба ВО «Туров» Олекса Шум (Вовчак).
Несмотря на эксцессы, спецслужбы Рейха и командование вермахта на Волыни всё-таки не оставляли попыток перетянуть на свою сторону украинское освободительное движение. Переговоры велись с различными организациями националистического подполья. Иногда это им удавалось. Это случилось, например, в случае переговоров с партизанами мельниковской ОУН, результатом которых стало создание в сентябре 1943 г. Украинского легиона самообороны, который воевал с советскими партизанами, УПА и отличился в антипольских акциях. С начала 1944 года с подразделениями УПА заключались все новые и новые договорённости.

#### Ликвидация Колковской республики (3-4 ноября 1943)
Речь идёт о «Колковской республике», непризнанном государстве, которое существовало в тылу у немцев на Волыни целых полгода. Посёлок Колки на некоторое время стал местом, где сосредоточился ведущий актив бандеровской ОУН и повстанческой армии (в частности, на этой территории находился штаб командира УПА, Дмитрия Клячкивского).
В марте 1943 года отряды Украинской повстанческой армии стали нападать на немецкие гарнизоны. Видя превосходство повстанцев, на их сторону массово переходили полицаи. Городок Колки (ныне Ровненская область) повстанцы заняли, по одним данным, в апреле, по другим — в июне. Постепенно под контролем УПА оказалось около 40 населённых пунктов между реками Стырь и Горынь, включая Рудню, Маневичи, Киверцы, Старое Село. Захваченная территория была значительно вытянута с севера на юг, её площадь составляла 2,5 тысячи квадратных километров.
Колки были заняты УПА без сопротивления после того, как значительная часть местных украинских полицейских перешли в УПА, а небольшой отряд немецких полицейских покинул город. Отрядами УПА в Колковской республике командовали Николай Якимчук и Степан Коваль, которые ранее руководили полицией в Луцке и стали организаторами УПА на Волыни после массового перехода луцких полицаев в УПА в марте 1943 года.
На смену поставленных немцами коллаборационистов пришла местная оуновская администрация. Колки были объявлены «временной столицей Украины». Оуновцы получили поддержку населения, распустив колхозы и раздав Украинские земли польских и немецких колонистов.
Колковская республика имела собственную полицию и службу безопасности, правосудия в ней вершил «революционный суд». Государство печатало и своеобразную валюту, денежные квитанции, больше известные как бофоны (сокращение от «боевых фондов»).
Операцией по уничтожению Колковской республики руководили лично рейхскомиссар Украины Эрих Кох и обергруппенфюрер СС Ганс-Адольф Прютцман. С этой целью они вызвали с фронта регулярные части, в том числе танки, артиллерию и авиацию (4 самолёта). Немецким эсэсовцам помогали венгерские, казахские и узбекские формирования. По мнению большинства исследователей, «столица» украинских повстанцев была уничтожена 4 ноября 1943 года. При поддержке артиллерии и авиации (2 самолёта атаковали посёлок, ещё 2 — покидающих его партизан и местных жителей) с трёх сторон они штурмовали Колки. Посёлок был почти полностью разрушен, 800 местных жителей было убито, Колковская республика была ликвидирована. Также были сожжены несколько близлежащих сёл.

#### Разгром Полесской сечи и пленение её командира (октябрь-ноябрь 1943)
К осени 1943 года Полесская Сечь была практически разгромлена. Значительная часть её состава под вооружённым давлением бандеровцев пополнила ряды УПА. Понимая бесперспективность борьбы на несколько фронтов — против нацистов, поляков, бандеровцев и коммунистов, 5 октября 1943 года командир УНРА Тарас Боровец издаёт указ о переходе на новые формы борьбы — фактически о роспуске своих формирований и переходе к подпольным формам борьбы. «Под землю» ушли штаб УНРА, типография и небольшой отряд охраны. В это время Бульба-Боровец принял решение о ведении переговоров с немцами, с целью получить поддержку в борьбе с советскими партизанами. Основными требованиями Бульбы были освобождение из концлагеря Степана Бандеры и признание независимости Украины.
Однако нацисты не собирались выполнять политических условий Тараса Бульбы-Боровца. Они всего лишь пытались обезвредить его как одного из главарей антинемецкого сопротивления на Волыни и Полесье. Стараниями абвера и СД атамана выманили из подполья. Поэтому, когда Тарас Боровец и его советник Олег Штуль 19 ноября 1943 г. прибыли в Ровно для переговоров с немецкими оккупационными властями, их направили в Варшаву, а затем — и в Берлин, где их арестовали и 1 декабря 1943 г. поместили в специальный бункер «Целленбау» концлагеря Заксенхаузен, где уже два года сидел Степан Бандера.
Новым командиром УНРА стал Леонид Щербатюк («Зубатый»), однако вскоре эта «армия» окончательно перестала существовать. Остатки УНРА, базировавшиеся в лесах Сарненского, Костопольского и Олевского районов, были разбиты в феврале 1944 г. уже войсками НКВД.

#### Захват в плен разведотряда вермахта возле селаКолодное(21 января 1944)
В немецких архивах сохранились показания капитана вермахта Андреаса Герца, датированные 3 марта 1944 г. Оказалось, что он побывал в плену у УПА, но потом со всем своим отрядом был отпущен на свободу. Он 21 января 1944 г. исполнял патрульную службу возле села Колодное на Тернопольщине. Грузовик немцев застрял в грязи, поэтому они решили передвигаться пешком. Но вдруг на них напал отряд УПА численностью 60-70 бойцов, одетых в немецкую форму. Одного немца убили, других — скрутили и доставили на санях в штаб-квартиру отряда УПА.
Командир повстанцев свободно владел немецким языком. Он рассказал, что раньше служил в вооружённых военных формированиях Третьего Рейха. Обвинил немцев, что те не выполнили своих обещаний, не дали украинцам творить собственное государство, начали совершать террор против украинского населения, и нацистская оккупация ничем не отличается от советской. По этой причине ОУН начала борьбу против захватчиков, и бойцы УПА уничтожали нацистов (сотрудников СД, гестапо и карателей СС), попавших к ним в плен, но теперь в новых условиях, когда немцы отступают, УПА хочет наладить сотрудничество с вермахтом. Отношение к пленным было хорошим. Командир отряда УПА сказал капитану Герцу, что он будет убит при малейшем подозрении, что переговоры с Украинской повстанческой армией вызовут неудобства в будущем. Затем немцев отпустили, и они ушли пешком в Кременец.

### Антинемецкие акции УПА в Восточной Галиции (январь-август 1944 года)
Приближающийся фронт и активность в отдельных районах дистрикта Галиция советских и националистических партизан, как уже было сказано выше, побудили немцев в начале октября 1943 года объявить чрезвычайное положение в регионе. Крупные города Галиции (Львов, Стрый, Дрогобыч, Самбор) стали ареной публичных казней. Большая часть казнённых заключённых были членами и сторонниками ОУН. По словам польского историка Гжегожа Грицюка, с октября 1943 года до середины июня 1944 года в ходе публичных казней в Галиции было убито 1519 украинских националистов.
В начале 1944 года отряды УПА появились практически во всех районах Восточной Галиции (сформировался главный военный округ УПА-Запад), где тут же развили высокую активность. В феврале 1944 года немцы считали, что силы УПА в Галиции составляли около 80 тыс. человек. Ещё один немецкий документ «Ситуация в Галичине охвачена бандами УПА», датированный 17 мая 1944, говорил, что количество вооружённых нападений со стороны всех «банд» в Галичине в январе 1944 года было 6123, в феврале — 6452, в марте — 6887.
Начало 1944 года ознаменовалось переменами в тактике ОУН и УПА в отношении стран Оси, поскольку главным врагом рассматривалась приближающаяся Красная Армия и советские партизаны. С обеих сторон все больше росло убеждение в бессмысленности взаимной борьбы. Борьба УПА против двух превосходящих сил стала чрезвычайно тяжёлой. Поскольку ситуация кардинально изменилась, то и немецкие военные части, и разведка пытались обеспечить в собственном тылу хотя бы нейтралитет находящихся здесь отрядов УПА. Так, в отдельных регионах Волыни и Полесья состоялись встречи немецких представителей с командирами УПА и проводниками ОУН, в ходе которых были заключены договорённости о сотрудничестве.
На февраль-март 1944 года ещё и приходится пик антипольских акций в Галичине, причём количество польских жертв обычно в несколько раз превышало немецкие потери. Немцам убийства поляков вредили, поскольку дезорганизовывали тыл фронта. Это подтверждается документальными свидетельствами, имеющимися в наличии материалами переговоров представителей УПА с немецкой стороной (в том числе переговоров представителя ОУН Ивана Гриньоха с представителями СД). Одним из требований немецкой стороны на этих переговорах было прекращение самовольных актов террора против поляков со стороны украинских националистов. Немцы не были заинтересованы в самовольной неконтролируемой деятельности украинских националистов против поляков, которая подрывала баланс сил на контролируемой немцами территории и грозила непредсказуемыми последствиями. Однако никаких крупных антиповстанческих акций в Галиции не проводилось. Большинство репрессий были ответом на действия УПА. Например, 21 февраля 1944 года в Чорткове был застрелен комиссар крипо. В ответ было расстреляно 27 человек — девятнадцать украинцев и восемь россиян. 4 марта 1944 года в селе Заречье близ Делятина около сорока украинцев, все мужчины, были расстреляны в отместку за убийство офицера, остальное население было депортировано в Станислав. Вдобавок с марта 1944 года немцы начали искать контакты с украинским подпольем в Галичине, которые всё чаще заканчивались заключением местных «союзов».
Но даже в то время, когда УПА вела переговоры с немцами, другие отряды бандеровцев вступали в бои с оккупантами. Уповцы нападали на небольшие полицейские карательные отряды немцев и их пособников, которые проводили реквизиции и мародёрства в сёлах, освобождали своих односельчан, юношей и девушек, которых насильно вывозили на каторжные работы в Германию:.
1. Например, 21 февраля 1944 года в селе Мариновка Чортковского района бойцами отряда УПА был убит немец, управляющий хозяйством[211].
2. В тот же день в селе Папирня Теребовлянского района в засаде УПА были убиты четверо немцев и похищены двое полицейских[212].
3. 22 февраля 1944 года украинские повстанцы уничтожили польских полицаев и четырёх немцев на хуторе Псары[211].
4. В конце апреля в деревне Пациков сотня «Благого» (Алексея Химинца) убила шестерых немцев и сожгла Liegenschaft (частную собственность)[213].
5. Ночью 13 мая 1944 года в Жолковском районе произошло столкновение немцев с отрядом УПА. У немцев четверо убито, у УПА — 4 убито, 4 ранено и пятеро взяты в плен[214].
6. 15 мая 1944 года в селе Павельчи (ныне Павловка) Станиславовского района немцы захватили 13 уповцев с обозом, одеждой и продуктами. Через некоторое время пленных отпустили (видимо, после письма с угрозой расстрелять по десять немцев за каждого украинца)[215].
7. 24 мая 1944 года немецкий обоз, следовавший из Свиржа в Романов, был обстрелян в лесу. Два немца были убиты. На следующий день лес был окружён, уповцы (предположительно, отряд около 40 человек) были ликвидированы, а деревни Романов, Станимир и Седлиска были сожжены, в каждой из них было убито по несколько человек, а 250 человек вывезены во Львов[216].
8. Последней крупной антипартизанской операцией немцев в Карпатах стало наступление силами вспомогательных частей 7-й танковой дивизии (31 мая — 5 июня 1944 г.) на Чёрный Лес, где дислоцировался курень УПА «Бешеные» под командованием Василия Андрусяка. Ситуация для УПА осложнялась ещё и тем, что в лесных массивах Станиславщины действовали советские партизаны под командованием Михаила Шукаева, и основной удар немцев был направлен против них. Танковая дивизия захватила большую часть Чёрного леса. Но уже 5 июня эта дивизия ушла из лесов, и немцы в сёлах Прикарпатья стали набирать украинцев в дивизию СС «Галичина»[217].
9. Согласно одному немецкому донесению, 26 июня 1944 г. произошёл бой возле города Николаева на Львовщине, в ходе которого оккупанты убили 29 членов УПА и взяли в плен 250 повстанцев[218]. Другой бой между УПА и немцами произошёл 4 июля возле Рогатина[219] 11 июля отряд УПА недалеко от Грубешова атаковал подразделение СД[220].
10. 27 июня 1944 года в селе Клещивна Рогатинского района небольшой отряд немцев атаковал лагерь сотни «Орлы». Атака была отражена[215].
11. 29 июня 1944 года в селе Стратин Рогатинского района немцы обнаружили полевой госпиталь УПА. Охрана отступила, забрав раненых. В госпитале остался один тяжелораненый повстанец, который был добит выстрелом из пистолета, и санитарка УПА, попавшая в плен[215].
12. В тот же день в лесу у села Погребовка немцы атаковали лагерь боёвки СБ-ОУН. Украинцы потеряли троих убитыми и двоих пленными[215].
13. 27 июля 1944 года в районе села Звор Самборского района немцы атаковали офицерскую школу УПА. В ходе боя УПА потеряла семь человек. Немцы якобы потеряли около двадцати человек[221].
14. В конце июля 1944 года в районе села Набруж (Томашувский район, Люблинское воеводство) немцы, вероятно, одержали последнюю победу в борьбе с УПА. Одна из сотен ВО «Буг» в битве с ними имела потери около 50 человек[215].

С подходом линии фронта участились нападения повстанцев на отступающие или разбитые части Вермахта с целью захвата оружия и длились вплоть до окончания нацистской оккупации Украины:
1. В июле 1944 г. у села Монастерец, недалеко от Журавно, отряд УПА разоружил группу немецких солдат. Неожиданно во время операции прибыла вторая группа немцев. Произошла перестрелка, в которой погибло несколько повстанцев[223].
2. В том же месяце в районе Турки УПА устроила засаду на отступающих немцев. После непродолжительной стрельбы в руки повстанцам сдалась целая рота. Было захвачено 29 фурманок с оружием, в основном советского производства[223].
3. 3 августа 1944 г. у села Ластовка 2-я чета 1-й сотни УПА из куреня «Бешеные» под руководством «Славка» захватила около тридцати возов с боеприпасами[223].
4. 6 августа 1944 г. этот же отряд у села Ясинка в Турковском районе устроил засаду и разоружил роту солдат вермахта. Захвачено 60 телег с припасами и лекарствами, 23 пулемёта, 500 автоматов и патроны к ним. УПА потеряла убитым одного бойца[223]. На следующий день немцы в знак мести попытались окружить сотню и близ села Зубрица она была практически разбита. Бывший командир УНС Александр Луцкий на допросе в НКВД рассказал, что тогда передвигался в сопровождении отряда, и сам чудом уцелел, а после катастрофы с остатками сотни несколько дней блуждал по лесам и оказался в районе села Завадка, где примкнул к сотне «Мстители», которой командовал Алексей Химинец[224].

### Бой подКаровом(11 мая 1944 года)
Крупный бой между УПА и немцами в селе Каров Червоноградского района Львовщины. Облава, которая закончилась унизительным поражением повстанцев, что можно объяснить только амбивалентным отношением УПА к немцам. Противостояли оккупантам сотня «Галайда» (командир Дмитрий Пелып-«Эм»), сотня «Сероманцы» (командир Дмитрий Карпенко-«Ястреб») и сотня «Морозенко».
Когда немцы подъехали к Карову, сотня «Сероманцы», собственно проводила обучение. «Ястреб» велел передать немцам, чтобы шли прочь. То, что случилось дальше, видимо, стало для него полной неожиданностью. Немцы разделились на две группы. Первая отрезала дорогу в лес, а вторая — автомобилями на полной скорости въехала в село. Внезапная атака заставила партизан отступить в направлении Домашева. Но когда выяснилось, что и в том селе есть немецкие войска, часть бойцов УПА сложила оружие. Сотня потеряла восемь человек, четыре партизана были ранены. В плен сдались до сорока человек. Также погибли четыре мирных жителя. Немцам досталось шесть ручных пулемётов, крупнокалиберный пулемёт и миномёт.
Сотне «Морозенко» в Вандзине повезло больше, потому что она сумела отступить с потерей трёх убитых и двух раненых. В обеих деревнях были потеряны богатые склады с припасами. Немцы частично сожгли обе деревни.

### Оборона горы Лопата (6-16 июля) 1944
Локальные бои между УПА и объединёнными немецко-венгерскими войсками с 6 по 16 июля 1944 года, проходившие собственно на горе Лопата, вблизи города Сколе (Львовская область Украины) и в Чёрном Лесу; самый масштабный бой УПА с немецкими оккупантами в Галичине. Командовал боями Василий Андрусяк (псевдоним «Резун»), командир батальона «Бешеные».
Все началось с того, что отряд Андрусяка разоружил патруль солдат вермахта у Чёрного леса, после чего их отпустили, чтобы не провоцировать немцев на соответствующие карательные акции, однако немцы и венгры попытались окружить отряд. Повстанцам удалось выйти из окружения, но в отместку они совершили несколько нападений на маленькие немецкие отряды. По наиболее распространённой версии, потери УПА — около 50 убитых и раненых, и около 200 убитых и раненых с немецкой стороны, без учёта венгров.

### Документы советских партизан
Ниже представлена подборка советских рапортов с Волыни, касающихся деятельности украинских националистов периода весны-лета 1943 года и отображения эпизодов вооружённых стычек немцев с украинскими националистами:
1. По данным и. о. начальника УШПД полковника Соколова на 5.06.43 г., в Кременецком округе 6 апреля 43 г. немцы объявили чрезвычайное положение из-за нападения на них в этом округе украинских националистов «бандеровцев». Немцев вытеснили из многих населённых пунктов, и им удалось восстановить позиции с помощью карательных отрядов[229].
2. Согласно данным, полученным от комиссара Шитова, на 6.05.43 г. бульбовцы ведут бои с немцами на правом берегу реки Случ. В то же время, бандеровцы готовят нападение за рекой Буг, где концентрируются немцы. Украинские националисты ведут агитацию среди украинского населения, направленную против немцев и против Советской власти. В сёлах стоят большие кресты с надписью: «Или получим Самостоятельную Украину. Или погибнем за неё!»[230].
3. 7 июля 1943 года бульбовцы в боях с польской полицией и немцами у села Маринин отбили у немцев тяжёлый пулемёт. В это же время партизаны (не установлено, из которого отряда) захватили у бульбовцев 2 пулемёта. 8.07.43 года немцы привели подкрепление, отбили у бульбовцев пулемёт, разогнали их и сожгли село Маринин[231].
4. По сообщению советского партизанского военачальника Василия Бегмы от 9 июля 1943 года, в селе Хараимовка (Деражненский район, Ровенская область) 26 июня 1943 года произошёл бой между УПА и немцами. Националисты потеряли 19 человек убитыми, а немцы — 4 человека. После перестрелки немцы решили отступить из села, но уповцы устроили на них засаду на выезде и убили ещё 7 немцев[232].
5. По сообщению УШПД № 62 от 14 июля 1943 года, в начале июня 1943 г. немецкие части атаковали отряды Полесской сечи в селе Степань (Ровенская обл.). В ходе завязавшегося боя бульбовцы уничтожили 15 немецких солдат, после чего немцы всё же заняли село, взяли в плен и расстреляли 200 националистов из бульбовского отряда «Легенда», остатки которого ушли в лес. 6 июня 1943 г. бульбовцы напали на немецкий гарнизон в Степани и снова заняли село[233].
6. В Коростене 28 июля 1943 г. немцами раскрыта местная подпольная организация украинских националистов, которые имели на вооружении винтовки, пулемёты, пистолеты и др. 70 человек арестованных направлено в Житомир. Согласно агентурных данных, немцы устроили в Житомире специальный лагерь для содержания украинских националистов[234].
7. По сообщению Тимофея Строкача, датированному 29 июля 1943 г., в Олыку (32 км от Луцка) 27 июля из Волынской области прибыло 2500 гестаповцев, снятых с Восточного фронта, якобы для борьбы с националистами. Полиция отмобилизована[235].
8. В разведсводке УШПД № 68 от 31 июля 1943 г. указывалось, что бульбовцы 13 июля убили районных хозяйственных руководителей («ландвиртов») Демидовского и Вербовского районов. В отместку за этот инцидент немцы полностью сожгли сёла Демидовку (85 км южнее г. Луцка) и Вербы (60 км юго-западнее г. Ровно), а также подвергли бомбардировкам сёла Уженец (42 км юго-западнее г. Ровно) и Малин (24 км юго-восточнее г. Луцка)[236].

### Спорные моменты освещения антинемецкой деятельности УПА
По версии украинского историка-эмигранта Петра Мирчука, в начале мая 1943 г. отряд УПА «Месть Полесья» («Помста Полісся») устроил засаду и разгромил колонну германских войск на шоссе Ковель—Брест, среди погибших якобы был рейхсляйтер, начальник штаба СА обергруппенфюрер Виктор Лютце (по официальной версии властей Германии Лютце погиб с семьёй в автокатастрофе под Потсдамом).
Печатные издания ОУН(б) и УПА, вроде журналов «Ідея і чин», «До зброї», «Вісті з фронту УПА» и пр. содержали описания многочисленных боёв УПА с германскими захватчиками начиная с марта 1943 года, в которых немцы несут многочисленные потери и, за редким исключением, отступают; потери повстанцев в этих сражениях обычно составляют 1 к 16-50 уничтоженных германских солдат. Однако эти выводы совершенно не выдерживают конфронтации с фактами, не подтверждаются немецкими архивными документами и явно рассчитаны при этом на полную некомпетентность читателя. Примечательно, что среди боёв с германскими оккупантами присутствует описание операции в Ивановой Долине (польское село Янова Долина, уничтоженное УПА 22-23 апреля 1943 г.).
Согласно публикации Юрия Тыса-Крохмалюка (одного из координаторов создания и в последующем офицера дивизии СС «Галичина») «Вооружённая борьба УПА на Украине», изданной в 1972 году в Нью-Йорке Ассоциацией ветеранов УПА (которая до сих пор считается одним из наиболее значимых источников информации об УПА среди ряда некоторых западных историков, и прежде всего историков украинской диаспоры в Канаде), уже в начале мая 1943 года УПА ведёт успешные бои с несколькими дивизиями СС за малоизвестное украинское местечко, после чего наносит тактическое поражение войскам под командованием генералов СС Платле и позже — Хинцлера, однако, в списках высшего командного состава СС нет генералов СС Платле (Sturmbahnführer SS General Platle) и Хинцлера (General Hintzler)).
Далее, по информации того же Крохмалюка, лично Гиммлер, видя столь катастрофическое положение вещей в борьбе с УПА и проведя несколько заседаний, посылает на Украину «главного по партизанам» в Рейхе — Эриха Бах-Залевского, который опять же терпит поражение в борьбе с УПА, после чего его отзывают и накладывают на него взыскание.
Наиболее полно в работе Юрия Тыса-Крохмалюка описывается бой 3 батальонов УПА с тремя дивизиями СС (по его информации, только в двух дивизиях насчитывалось 30000 человек) в начале июля 1944 года — последние несут тяжёлые потери и отступают, не достигнув цели; потери повстанцев — десяток человек — и это во время начала Львовско-Сандомирской операции.
В современной Украине националистическими историками также распространяется тезис, что УПА сыграла значительную роль в разгроме немецких войск в Украине и, таким образом, может претендовать на роль освободителя и участие в антигитлеровской коалиции. Однако данная концепция по большому счёту не выдерживает никакой критики. Главным противником ОУН-УПА был, конечно же, Советский Союз, в котором руководители ОУН видели главного оппонента на пути к созданию украинского государства.
Как утверждает современный украинский историк Роман Пономаренко, УПА считала необходимым только продемонстрировать немцам свои боевые возможности и тем самым заставить их признать, официально или неофициально, статус «двоевластия» на оккупированных территориях и право ОУН и УПА на контроль над Украиной. Таким образом, борьба против Германии никогда не провозглашалась основной целью УПА, а велась скорее вынужденно: очень часто, если немцы не трогали украинских повстанцев, то и те активных действий против них не совершали. Поэтому чрезмерно приписывать УПА значительную роль в общей победе над нацистской Германией, потому что вклад украинских повстанцев в разгром немецких войск в Украине был небольшим. Анализ известных оуновских документов убедительно свидетельствует, что Германия рассматривалась ими как враг украинского народа, но до радикально активных действий против них, как против поляков или коммунистов, так и не дошло.

### Сотрудничество с советскими партизанами
Зафиксировано немало случаев переговоров советских партизан с украинскими повстанцами ради совместной борьбы против немцев, что признаётся советской историографией. Например, территория действий сил Тараса Бульбы совпадала с местами базирования разведывательно-диверсионного отряда НКГБ СССР «Победители» под руководством Дмитрия Медведева. Согласно советским документам, над налаживанием связи с «бульбовцами» работал руководитель агентурно-оперативной работы подполковник Александр Лукин. Московское руководство уполномочило Лукина провести прямые переговоры с «бульбовцами». Ночью с 17 на 18 сентября 1942 г. на хуторе в лесу возле сёл Бельчаки и Глушков состоялись 6-часовые переговоры. Было достигнуто перемирие — до конца зимы 1943 года Боровец и его люди прекратили любые враждебные действия против советских партизан.
Известны переговоры 1943 года о совместных действиях против нацистов между украинскими повстанцами и партизанским военачальником Александром Сабуровым (до войны — кадровым офицером НКВД), командиром партизанской бригады, подполковником Разведывательного управления Красной армии Антоном Бринским. Последнему удалось добиться временного нейтралитета повстанцев Полесской Сечи Тараса Боровца, сотрудничества с бандеровцами Волыни в боях с германцами и их союзниками. Именно по просьбе Бринского, бандеровцы в марте 1943 года совершили нападение на тюрьму в Ковеле, освободив всех заключённых. В германском документе «Национально-украинское бандитское движение» упоминалось, что иногда УПА снабжались оружием с помощью советской авиации.
Как уже было сказано раньше, рейд Сидора Ковпака в Галичину стал поводом для формирования Украинской народной самообороны (УНС) — галицкого аналога УПА на Волыни. Правда, за исключением нескольких перестрелок, УНС повоевать с ковпаковцами не довелось. Иногда ковпаковцы старались находить общий язык с бойцами и командирами УПА, и противоборствующим сторонам удавалось расходиться без боя. Более того, некоторые отделы УНС шли на сотрудничество с ковпаковцами, из ряда источников известно, что заместитель Ковпака — комиссар Семён Руднев вёл переговоры с руководителями УНС в посёлке Любижня близ Делятина. До сих пор ведутся споры вокруг гибели Руднева. Согласно альтернативной версии, его убили чекисты за попытки договориться с украинскими националистами о совместной борьбе против нацистов и их союзников. Эту версию выдвинул в начале девяностых годов участник партизанского движения на Украине, соратник Руднева и Ковпака Герой Советского Союза Пётр Брайко, но не смог привести никаких документальных доказательств в её пользу.
Сохранились в архивах разведывательного отдела УШПД сообщения командира Чехословацкого партизанского отряда, капитана НКВД «Репкина» (будущего Героя Советского Союза, словака Яна Налепки, погибшего под Овручем в ноябре 1943 г.), неоднократно встречавшегося с командирами УПА, с целью договориться о совместной борьбе против нацистов и их союзников. Необходимость решения этих задач вытекала из обстановки в районе дислокации отряда. Генерал-майор Александр Сабуров поручил ему вести переговоры по этому поводу. Налепка от своего имени направил воинам УПА обращение, в котором называл их «братьями-славянами». Чехословацкий офицер заявил о готовности встретиться, чтобы «договориться о будущей нашей общей борьбе против гитлеровцев» и просил определить место встречи для переговоров. Переговоры проходили в сентябре 1943 г. на востоке Ровенщины. В начале диалога с представителем центрального штаба УПА Налепка объявил цель переговоров: «Чтобы договориться о прекращении борьбы против партизан, которые являются вашими кровными братьями, уже достаточно жертв у наших народов, уже достаточно сирот и не нужно нам боем самим против себя количество жертв и сирот увеличивать. Мы имеем одного противника — немца, поэтому нам нужно соединиться, чтобы немца как можно скорее победить». Налепка подчёркивал, что борьба УПА против партизан помогает нацистам и их союзникам, а борьба «на два фронта» подрывает и без того слабые силы УПА. Отвечая Налепке, представитель штаба УПА заявил: «Мы воюем одинаково, против красных и против немцев, для нас противником является империализм московский и империализм берлинский».
В своём отчёте о переговорах Налепка сообщал Сабурову, что бандеровцы агитировали его перейти со всем чехословацким отрядом на сторону УПА, чтобы помочь «освободить свой народ от немецкого рабства и одновременно обеспечить от большевистской небезопасности». Надеясь расположить к себе бандеровцев, Налепка ответил согласием. В ходе доверительного разговора он спросил представителя бандеровского штаба, почему они теперь не воюют с нацистами и их союзниками. Ответ был таким: «Мы теперь против немцев воюем, но больше под видом партизан с красными ленточками, чтобы они не сжигали наши сёла. Наши отдельные части УПА воюют в западной части Украины, нападая на колонны и эшелоны противника». Ян докладывал также о своих впечатлениях, о состоянии повстанческой армии. Он подчёркивал, что силы УПА, которые ему довелось увидеть, хорошо вооружены и дисциплинированы, что у них хорошо налажена разведка, и они располагают данными о количестве и передвижении советских партизан. В то же время, как отмечал Налепка, часть рядового состава УПА была мобилизована насильно и была готова прекратить борьбу.

## Сотрудничество УПА с вермахтом, германской полицией и службой безопасности (СД)
Основным противником ОУН-УПА был Советский Союз. К концу 1943 года ОУН-Б взяла курс на максимальное сворачивание наступательных действий против немцев и начала копить свои силы на борьбу против СССР, это позволило местным руководителям повстанческой армии и руководителям низовых структур ОУН наладить связи с представителями немецкой оккупационной администрации и командирами частей вермахта. Стороны согласовали план дальнейших действий, в соответствии с которым УПА должна была обеспечивать немцев разведывательной информацией и вести широкомасштабную диверсионную работу в тылу наступающей Красной Армии, немцы же брали на себя обязательство передать бандеровцам некоторое количество стрелкового оружия, боеприпасов, средств радиосвязи, медикаментов. Было принято решение увеличить численность УПА путём мобилизации населения и широко развернуть строительство схронов. Лишь после прихода советских войск следовало выступить против Советского Союза.
Контакты между ОУН-УПА и спецслужбами Третьего Рейха — доказанный факт. Подтверждением этому служат как немецкие и советские документы, так и оуновские. После разгрома повстанческих республик и коренного перелома на фронте руководство ОУН стремилось к тем или иным видам военного сотрудничества между вермахтом и союзными ему войскам. Факты сотрудничества ОУН(б) с немцами привели к появлению версии о том, что УПА якобы была создана немецкими спецслужбами. По мнению украинских историков, это утверждение не соответствует действительности и какой-либо немецкой документальной базой не подтверждается.
По оценке Ивана Качановского, по меньшей мере 46 % будущих командиров УПА на Украине служили во время Второй мировой войны в полиции, батальонах «Нахтигаль» и «Роланд», дивизии СС «Галичина», местной администрации, или учились в организованных немцами военных и разведывательных школах. В частности, по крайней мере 23 % служили во вспомогательной полиции, батальоне шуцманшафта 201 и других полицейских формированиях, 18 % — в военных и разведывательных школах в Германии и оккупированной Польше, 11 % — в батальонах «Нахтигаль» и «Роланд», 8 % — в районных и местных административных органах на Украине во время нацистской оккупации и 1 % — в дивизии СС «Галичина». В то же время, по крайней мере 27 % лидеров ОУН(б) и УПА были арестованы или интернированы немецкими спецслужбами, полицией или прочими оккупационными силами. Интересно, что все перечисленные Качановским арестованные за исключением Ивана Климова, который погиб под пытками в гестапо, либо были выпущены на волю, либо смогли бежать. Аналогичным образом, Степан Бандера и абсолютное большинство других высших руководителей ОУН, арестованных или задержанных нацистами, не были уничтожены, а были освобождены немецкими властями в конце войны, чего нельзя сказать о подавляющем большинстве еврейских узников и советских военнопленных.
В начале 1944 года советские войска заняли значительную часть территории Волыни. В марте они заняли Винницу, Проскуров, Черновцы, Каменец-Подольский, Коломыю. Отряды УПА оказались по обе стороны фронта. К востоку от фронта начались бои против войск НКВД. К западу от фронта создалась новая ситуация, в которой УПА вынуждена была постоянно защищаться против советских партизан, которые пополнялись парашютистами, порой даже чаще, чем защищаться или наступать против немцев. При этом ощущалась нехватка оружия, боеприпасов, медикаментов. Борьба УПА против двух превосходящих сил стала чрезвычайно тяжёлой. Поскольку ситуация кардинально изменилась, то и немецкие военные части, и разведка пытались обеспечить в собственном тылу хотя бы нейтралитет находящихся здесь отрядов УПА. Так, в отдельных регионах Волыни, Галиции и Полесья состоялись встречи немецких представителей с командирами УПА и проводниками ОУН, в ходе которых были заключены соглашения о сотрудничестве.

Например, среди подразделений УПА, заключивших локальные соглашения с немцами, был курень Макса Скорупского-«Макса». Во время рейда в приграничные районы Галиции, 11 марта 1944 года он заключил с ними договор о сотрудничестве против советских войск. Немцы передали повстанцам оружие, боеприпасы и перевязочные материалы. Начальник полиции безопасности и СД Львова оберст полиции Вальтер Биркамп рекомендовал относиться к УПА не как к «банде», а как к союзному войску. Куреню «Макса» дали добро на штурм монастыря в Подкамене, где прятались до 500 поляков. Возможно, что Служба безопасности ОУН за переговоры с немцами намеревалась казнить «Макса», но он (догадываясь о своей судьбе) дезертировал после получения повестки о явке в Службу безопасности ОУН.
В июле 1944 года, в ходе операции по захвату Западной Украины, советские войска окружили и разбили под Бродами восемь немецких дивизий численностью около 60 000 человек. Среди них было 10 000 бойцов дивизии СС «Галичина». Порядка пяти тысячам удалось вырваться из окружения, но многие были убиты, ранены и захвачены в плен. По подсчётам, 3000 избежали плена, позже многие из них присоединились к повстанцам. На момент окончания Львовско-Сандомирской операции практически вся Галичина уже была в руках Красной армии. 27 июля Красная армия захватила Львов, Станислав и Перемышль, 6 августа — Дрогобыч и Борислав. Тем самым немцы потеряли почти всю Украину, за исключением горного хребта и Закарпатья. В то время лишь небольшая часть УПА находилась на немецкой стороне фронта, в Карпатах.
К концу 1944 года, по мере того, как Красная армия продвигалась на Запад к границам Германии, руководство Третьего Рейха было вынуждено пересмотреть своё отношение к украинскому национализму и УПА как потенциальному союзнику в войне против СССР. Осенью 1944 года из концлагеря Заксенхаузен были выпущены на свободу несколько десятков украинских националистических деятелей. Среди них в частности — Степан Бандера, Андрей Мельник, Тарас Бульба-Боровец и другие. Немецкие власти намеревались использовать украинские националистические организации для диверсионной деятельности в тылу Красной Армии, в надежде на то, что это хоть как-то поможет ослабить наступающего противника. Немцы создали специальную команду абвера (ею руководил капитан Витцель — «Кирн»), которая поддерживала контакты с украинским национально-освободительным движением. С осени в немецких военных школах организовывались курсы, которые должны были в течение двух-трёх месяцев подготовить специальные разведывательно-диверсионные отряды из украинских националистов и немцев. Их должны были выбрасывать с парашютом за линию фронта на территорию Западной Украины, где диверсантам рекомендовалось наладить связь и сотрудничество с УПА, и организовать самостоятельные повстанческие отряды. Общая численность этих групп составила несколько сот человек, но в должной степени их не удалось использовать. Столь рискованные планы стали известны органам НКВД. Практика применения диверсантов-парашютистов благодаря оперативным действиям советской стороны на протяжении осени-зимы 1944/45 гг. в целом себя не оправдала. Да и повстанцы далеко не всегда лояльно встречали высадившихся десантников. В их отношении командование УПА издало специальное указание задерживать и разоружать эти группы, и после проверки органами СБ ОУН переводить в УПА или боёвки, как обычных стрелков «с правом аванса». «Ненадёжные» подлежали уничтожению. Документ делил «парашютов» на чужих и своих. Первые — «национальные парашютные подразделения (власовцы, немцы)». Вторые — диверсионные и разведывательные группы, выбрасываемые абвером на базы УПА.
Подробности отношений украинских националистов и немцев на рубеже 1944—1945 гг. можно узнать из протокола допроса абверовца лейтенанта Зигфрида Мюллера. В конце осени был прикомандирован к Абверкоманде-202 (г. Краков). При назначении он прошёл инструктаж. «Заместитель начальника отдела I-Ц генерального штаба по делам разведки капитан Дамерау и капитан Штольц сообщили мне, что в октябре 1944 г. начальник Абверкоманды-202 капитан Кирн установил связь с южным штабом УПА и ведёт с украинскими националистами переговоры о привлечении повстанческих отрядов УПА к проведению диверсионной работы в тылу Красной Армии». Для детального выяснения возможностей дальнейшего сотрудничества 27 декабря из Кракова в расположение Главного командования УПА самолётом переброшена специальная группа в составе Витцеля (Кирна), Юрия Лопатинского — бывшего адъютанта Шухевича в батальоне «Нахтигаль», Василия Чижевского с инструкциями от Бандеры и радиста Скоробагата. Во время встречи с командующим УПА Шухевичем ему передали 5 млн рублей, которые предназначались для финансирования антисоветской борьбы ОУН и УПА. Получив деньги, он довольно пессимистично оценил перспективы сотрудничества с Германией, которая проигрывала войну. Шухевича больше интересовали возможности контактов с Англией и США, в которых виделись потенциальные союзники в борьбе с коммунистическим режимом. После завершения консультаций все украинцы — члены специальной группы, остались в расположении УПА, а Витцель отбыл в Рейх.
Контакты немцев с УПА прекратились в начале 1945 года. Приближающаяся катастрофа Третьего рейха не способствовала продолжению сотрудничества. Соглашения с точки зрения украинского подполья стали приносить больше вреда, чем пользы. Немногие немцы, воевавшие на украинской стороне, остались в УПА. Вполне возможно, что это — группа инструкторов по разведке и диверсиям, действовавшая там в связи с заключёнными соглашениями. Были также некоторые дезертиры из вермахта, которые попросту не хотели продолжать сражаться за Гитлера. Как указывают современные украинские историки, в 1944 году немцы в рамках сотрудничества передали УПА около 10 тысяч станковых и ручных пулемётов, 26 тысяч автоматов, 72 тысячи винтовок, 22 тысячи пистолетов, 100 тысяч ручных гранат, 300 полевых радиостанций. Бывший начальник полиции безопасности и СД в Галиции Йозеф Витиска, касаясь взаимоотношений УПА с немцами, в своём рапорте 18 декабря 1944 года на эту тему заявлял: «Те несколько связей, которые отдельные подразделения УПА имели с частями вермахта и за разведывательную информацию получали от них военное снаряжение, не имели существенного значения».
В целом взаимоотношения УПА и немцев в этот период многие современные украинские историки характеризуют как «вооружённый нейтралитет» — УПА обязывалась первой не нападать на немецкие силы, предоставлять немецкой стороне разведывательные данные, получая в обмен оружие и ответный нейтралитет. В случае нападения немцев на отряды УПА или украинские сёла формирования УПА должны были давать решительный отпор. Однако такой была политика ГК УПА. На местах отдельные командиры часто без санкции сверху вступали в переговоры ради совместных действий против Красной Армии с немцами. Бывший командир УНС Александр Луцкий рассказывал на допросе в НКВД, что провод ОУН официально выступал против переговоров с немцами. За локальные переговоры с оккупантами Служба Безопасности ОУН ликвидировала несколько десятков полевых командиров. Смертная казнь, по словам Луцкого, грозила даже Василию Куку, но его спасли только личные боевые заслуги. В боях с УПА в 1944-45 годах, НКВД взяло в плен более 300 немецких военнослужащих (преимущественно офицеров абвера и гестапо), оставшихся в повстанческой среде. В подполье ОУН и УПА немцы действовали до конца января 1947 года, когда СБ целенаправленно их ликвидировала, чтобы не компрометировать движение перед Западом.

## Отношения УПА с союзниками Третьего Рейха

### Отношение УПА к 14-й гренадерской дивизии СС «Галичина»
Привлекая галицкую молодёжь в эсэсовскую дивизию, Украинский центральный комитет и Военная Управа дивизии выводили её из-под влияния бандеровского крыла Организации украинских националистов (ОУН) и препятствовали пополнению отрядов её вооружённого крыла — Украинской повстанческой армии (УПА). Глава УЦК Владимир Кубийович и его единомышленники рассматривали УПА как своего крупнейшего конкурента за молодое поколение галицких украинцев. Их пропаганда изображала бандеровцев как разрушителей тыла, чья борьба только на руку Сталину. Вот базовый список эпитетов, которыми они наделялись: «внутренняя анархия», «лесные атаманы», «стодольники», «чёрные духи-анархисты».
Командиры УПА с Волыни сначала выступали против вербовки в ряды дивизии, поскольку справедливо полагали, что нельзя вступать в вооружённые силы Германии, в то время когда украинское освободительное движение находится в конфронтации с нацистами. ОУН-Б объявила бойкот мобилизации в дивизию, поскольку теряла потенциальные кадры. Призывы ОУН-Б бойкотировать набор добровольцев поначалу не дали результатов. Лишь осенью 1943 года часть людей, получивших карточки призыва, попала в партизанские отряды вместо того, чтобы вступить в дивизию. Однако затем Центральный Провод ОУН изменил отношение к созданию дивизии. В ноябре 1943 года дивизия была признана отличным местом, где украинцы могут проходить военную подготовку. Дезертирство разрешалось только после её прохождения. Официально ОУН-Б продолжала критиковать концепцию создания дивизии, но на практике бойкот её вербовки был прекращён. При этом оуновцы пытались ввести в ряды дивизии своих проверенных людей, которые в нужный момент возьмут её под свой контроль. Среди них были, в частности, капитан Богдан Пидгайный, лейтенанты Михаил Качмара и Григорий Голяш. Бандеровцы планировали ввести в каждое подразделение по одному члену ОУН-Б, но немцам удалось помешать этим намерениям путём тщательного отбора добровольцев, однако они не смогли заблокировать полностью контакты между бойцами дивизии и партизанами УПА.
Бойцы 4-го полка полиции СС, состоящие из добровольцев, которые не были допущены по состоянию здоровья или физического состояния к службе в 14-й гренадерской дивизии СС, одними из первых столкнулись с УПА. 4-му полку под командованием штурмбаннфюрера Зигфрида Банца была поставлена задача обеспечить тыл немецкой армии в Восточной Галиции. 22 февраля 1944 г. батальоны этого полка были сосредоточены в Золочеве, Бродах и Збараже. Посёлок Гута Пеняцкая находился в зоне действия 4-го полка. 23 февраля 1944 года сюда прибыл его дозор. Произошло столкновение с польской самообороной, в котором погибли два солдата СС — Олекса Бобак и Роман Андрийчук (это были первые убитые солдаты дивизии СС «Галичина»). Для убитых немцы устроили торжественные похороны в Золочеве. По данным ряда польских историков, 28 февраля 1944 года 4-й добровольческий галицкий полк при содействии УПА в отместку за этот инцидент принял участие в уничтожении польского села Гута Пеняцкая, где было сожжено 172 дома и зверски уничтожено более 500 человек польского населения, включая женщин и детей. В марте ими же, при содействии отряда УПА, в доминиканском монастыре села Подкамень было уничтожено более 250 поляков.
5-й полицейский полк под командованием оберштурмбаннфюрера Франца Лехталера также оперировал в районе деятельности УПА. С 20 февраля по 22 июня 1944 года находился на линии реки Буг с задачей расширения оборонительных рубежей. Штаб полка и его 1-го батальон дислоцировались в Хелме, 2-й батальон — в Грубешуве, 3-й батальон — в Белой Подляске. В марте-апреле 1944 года он участвовал в боях с польскими и советскими партизанами. Также, возможно по недоразумениям, было несколько мелких боевых стычек с отрядами УПА. Например, 29 февраля в селе Горбков на Сокальщине (погиб один партизан) и 20 марта в селе Лудин Владимир-Волынского района. После двухчасового боя подразделение 5-го полка отступило, потеряв 1 бойца убитым и 3 ранеными. Партизаны потеряли 1 убитым и 2 ранеными. На следующий день немцы обстреляли село из бронепоезда. После установления контактов с отрядами Украинской повстанческой армии на Люблинщине, немало бойцов дезертировало в ряды повстанцев. Среди дезертиров был Марьян Лукасевич-«Ягода», впоследствии командующий куренем «Волки». В июне 1944 года 5-й полк, как и 4-й, расформировали, а его бойцов зачислили в дивизию.
Когда дивизия СС «Галичина» вместе с немецкими частями оказалась в Бродовском котле, значительная часть уцелевших бойцов довольно быстро оказалась в подполье ОУН. По крайней мере, около 80 из них пополнили сотню «Дружинники» под командованием Михаила Марущака. Благодаря этому он создал ещё две сотни. Затем это подразделение добралось до Карпат, где часть солдат СС разошлись по домам. Группа солдат из Словакии также достигла УПА, откуда дезертировала после подавления словацкого восстания. Солдаты дивизии передали повстанцам много оружия и боеприпасов. Согласно мемуарным воспоминаниям греко-католического священника Ивана Гриньоха, достаточно было вооружить два батальона.
Всего ряды УПА пополнили несколько сотен бойцов дивизии. По словам Ивана Гриньоха, только за первые месяцы существования дивизии в УПА дезертировало почти 600 солдат. Однако украинский историк Андрей Боляновский перечисляет 158 имён солдат СС «Галичины», оказавшихся в составе повстанцев, в том числе командиров куреней и сотен.

### Королевство Венгрия
В начале Второй Мировой войны Венгрия была первой страной Оси, с которой у украинских националистов сразу сложились враждебные отношения, в связи с ситуацией в Закарпатье в марте 1939 года. На обломках бывшей Чехословакии украинскими националистами во главе с Августином Волошиным было объявлено о создании независимой Карпатской Украины, которая с октября 1938 года имела широкую автономию в составе Чехословакии. С согласия Гитлера венгры оккупировали молодое государство. Сопротивление оккупантам оказывала Карпатская Сечь, организация, костяком которой были члены ОУН, в частности, будущий генерал-хорунжий и главнокомандующий УПА Роман Шухевич входил в Генеральный штаб национальной обороны Карпатской Украины.
Оккупация Карпатской Украины на некоторое время вызвала обострение в отношениях ОУН со спецслужбами Третьего рейха, но не привела к кардинальному переосмыслению отношений украинского националистического движения с Германией. Нацистские руководители продолжали умело разыгрывать свои «украинские карты», чтобы впоследствии использовать с успехом как «разменную монету». Под давлением немецких дипломатов, венгерские власти выпустили пленных бойцов Карпатской Сечи из своих тюрем и депортировали их в Германию. Бывшие «сечевики» летом 1939 года стали костяком «Украинского легиона» под командованием бывшего полковника УНР Романа Сушко и в сентябре 1939 года приняли участие в кампании против Польши. Но чувство мести к оуновцам венгры затаили надолго.
Вступление Венгрии в войну против СССР на стороне Третьего Рейха и захват венгерской армией территории галицкого Прикарпатья стало полной неожиданностью для руководства ОУН. Учитывая новую военно-политическую ситуацию, которая сложилась в конце июня-начале июля 1941 года, оуновское руководство вынуждено было пересмотреть своё предыдущее враждебное отношение к Венгрии. Перед украинскими националистическими силами появилась объективная необходимость сотрудничества с Венгрией как союзником Германии в общей войне против большевизма. В этом случае сработала простая формула «враг моего врага — мой друг». Отныне ОУН пыталась рассматривать венгерскую армию как потенциально союзную армию для Украинского государства. Венгров, как и немцев, местное украинское население встречало, как освободителей. Однако своими первыми действиями на захваченных украинских землях венгерские войска красноречиво продемонстрировали, что они пришли сюда отнюдь не с освободительными целями. На сегодня сохранилось немало документов и воспоминаний очевидцев, которые однозначно свидетельствуют грубое поведение гонведов в отношении украинского населения летом 1941 года. Согласно донесениям немецкой службы безопасности и СД пот 15 июля 1941 г., венгры конфисковали всю провизию в Коломые и Станиславе.
Венгерские репрессии против оуновцев оказались не менее жестокими, чем нацистские. В марте 1942 года венгерские власти в Закарпатье проведут массовые аресты людей (преимущественно интеллигенции), заподозренных в сотрудничестве с ОУН. В апреле репрессии усилились, и в тюрьмы попали 1300 членов ОУН и их сторонников. Шесть проводников Закарпатской ОУН расстреляли. Во второй половине июля 1942 года перед военным трибуналом в Ковнеровском дворце вблизи Мукачево предстанет вся закарпатская Краевая Экзекутива ОУН. Как результат: украинское националистическое подполье в регионе было полностью разгромлено.
В 1943 году на Волыни появились венгерские части, обеспечивающие тыл немецкой армии. Изначально это были остатки 2-й армии, разбитой под Сталинградом, затем их сменила 25-я пехотная дивизия VII корпуса. Их главной задачей была охрана железнодорожных линий Ковель-Киев и Львов-Киев. В первой половине 1943 года венгерские войска по заданию немцев выполняли полицейско-охранные задачи на Волыни и часто привлекались немецким командованием к проведению антиповстанческих операций и пацификационных акций в украинских сёлах. В течение весны и лета 1943 года УПА осуществляла регулярные нападения на венгерские блокпосты и заставы на железнодорожных путях, мостах и шоссейных дорогах. Кроме этого одним из наиболее распространённых средств получения оружия было проведение разоружения деморализованных венгерских гонведов. В большинстве случаев захваченных в плен венгров повстанцы отпускали на волю:
1. Например, 19 апреля 1943 г. между сотней УПА «Черноморца» (Е. Басюка), насчитывавшей 120—180 человек, и ротой венгров, был трёхчасовой бой у деревни Будераж Здолбуновского уезда Ровненской области. На помощь венграм прибыли немецкие войска, в результате чего повстанцы вынуждены были отступить двумя группами в Кременецкие и Точевитские леса, потеряв 2-х раненых и 7 убитых. Среди венгров и немцев было 15 убитых и 19 раненых[296].
2. 31 мая 1943 г. немецкие войска при поддержке венгерских оккупационных войск окружили Точевитский лесной массив на Ровенщине, где располагался отряд УПА того же Евгения Басюка. Во время антиповстанческой операции венгерские войска, по приказу немцев, были привлечены к прочёсыванию лесов. В результате длительной осады украинские партизаны были вынуждены под покровом ночи отступить, оставив на месте постоя заминированное поле, вступив на которое, венгры понесли значительные потери. Сам Евгений Басюк, по его личным признаниям, получил в бою 12 ранений. Немцы и венгры недосчитались, по повстанческими данным — 22 человека[296].

На август 1943 года приходятся первые попытки примирения между УПА и венгерскими войсками. Мадьяры, не желая проливать кровь за германские интересы, втайне от немцев заключили соглашение с одним из отрядов и заявили командному составу, что хотят видеться с руководством УПА и наладить взаимоотношения мадьяр с УПА, поскольку они не поддерживали нацистской политики по отношению к евреям и славянам. Потери венгров в стычках с УПА за весну-лето 1943 года оцениваются приблизительно от 300 до 500 убитыми и более 300 пленными (разоружёнными). Это составляло около 1/8 от общих потерь венгерских оккупационных войск в тылу Восточного фронта за период с 1 мая 1943 г. по 1 января 1944 г. (4108 чел.).
28 октября 1943 г. главнокомандующий УПА Дмитрий Клячкивский отдал приказ не атаковать войска союзников Третьего Рейха (венгров, румын, словаков, итальянцев), договориться с ними о нейтралитете и по возможности, помогать им продуктами.
Отношения между УПА и венгерскими оккупационными войсками на рубеже 1943—1944 гг. уже имели многогранный и очень неоднозначный характер. Существовали как случаи соблюдения нейтралитета, взаимного ненападения и сотрудничества, так и факты вооружённых столкновений, боёв, столкновений, грабежей венгерскими войсками украинского населения и разоружения повстанческими отрядами гонведов. В декабре 1943 года отряды ОУН-УПА в селе Будераж в Ровенской области посетила делегация представителей Венгрии. Обе стороны обязались не стрелять друг в друга. Переговоры продолжились во Львове и Будапеште. Венгры ознакомились с состоянием материально-продовольственного обеспечения ОУН-УПА, обсудили план организации диверсий в советском тылу, лечение оуновцев в венгерских госпиталях и их возможную эмиграцию в Венгрию с сохранением права проведения политической деятельности. К тому же Будапешт вёл закулисные переговоры с США и Великобританией о выходе из войны.
Новым активным этапом противостояния между ОУН-УПА и венгерскими вооружёнными силами стали события марта 1944 года, когда немецкие войска, узнав о тайных переговорах с союзниками, оккупировали Венгрию по сценарию операции под кодовым названием «Маргарете-1» с целью предотвратить переход страны на сторону Антигитлеровской коалиции. Сразу после нацистской оккупации члены правительства Миклоша Каллаи были арестованы, а сам премьер был вынужден искать убежища в турецком посольстве в Будапеште. Вместо него было назначено прогерманское правительство во главе с бывшим венгерским послом в Берлине Дёме Стояи, который сразу приступил к наведению нацистских порядков в стране. После назначения 19 апреля 1944 г. нового начальника генштаба в венгерских вооружённых силах начались кадровые ротации, ориентированные на усиление германского влияния в среде высшего командования. С высших командных должностей уволили или перевели на другие служебные должности немало венгерских офицеров, причастных к контактам с представителями украинского подполья. На высшие правительственные и военные посты были назначены люди, известные своими прогерманскими взглядами. При таких условиях выполнение договорённостей, достигнутых в результате тайных переговоров между венграми и ОУН-УПА, оказалось невозможным.
В конце марта — начале апреля 1944 года новое венгерское правительство мобилизовало и отправило на Восточный фронт в южную Галицию 1-ю венгерскую армию (136 тыс. человек) во главе с генерал-полковником Гезой Лакатошем, отдельные части которой вынуждены были вести боевые действия и против украинских повстанцев. Во время отступления в ходе боёв с советскими войсками в южной Галиции венгерские части часто прибегали к грабежу мирного населения. К тому же венгры поддерживали польскую сторону в украинско-польском этническом конфликте на территории Галичины в 1944 г.: вполне дружелюбно относились к польскому населению и часто защищали их села от вооружённых нападений украинских националистов, помогая полякам в выезде на Запад. В политическом плане венгры были больше заинтересованы в том, чтобы после окончания войны западноукраинские земли вернулись в состав Польши. Возникновение независимой Украины на северо-восточных границах Венгрии не вписывалось во внешнеполитические планы венгерской элиты. Между польским сопротивлением и венгерскими войсками на протяжении всей войны существовали тесные контакты в разведывательной сфере — поляки информировали венгров об украинском националистическом движении и военно-политическом положении в Галичине.
В марте-мае 1944 года на Галичине венгерские войска провели целый ряд карательных операций против отрядов УПА. Повстанцы также совершали на венгров нападения, подавляющее большинство которых носило характер разоружения и противодействия венгерским реквизициям:
1. Например, 29 марта 1944 г. в селе Пукасивцы (ныне Букачёвцы) недалеко от Галича, венгерские солдаты расстреляли 18 украинских крестьян только за то, что семерых их сослуживцев в этом районе могли похитить уповцы[304].
2. 20 апреля 1944 г. в результате нападения хорошо вооружённого отряда УПА на венгерское подразделение в селе Севка-Калушская, солдаты отступили в Калуш, где, раздав оружие местным полякам, совместно отбили повстанческое нападение и провели пацификацию села[305].
3. 6 мая 1944 г. венгерский отряд в количестве 180 человек осуществил налёт на смежные села Грабовка (Калушский район) и Саджава (Богородчанский район), в результате которого было ограблено население, сожжено 166 хозяйств и расстреляно 34 человека. Во время акции в защиту населения выступил кустовой отдел самообороны (СКО), который, навязав бой и уничтожив 30 человек, заставил венгров отступить к Богородчанам[306].
4. По данным польского подполья, в конце мая 1944 года происходили ожесточённые бои между частями VII-го венгерского корпуса и отрядами УПА в Долинском и Болеховском районах с использованием гонведами полевой артиллерии. Через некоторое время конфликт между УПА и венгерскими войсками распространился также на Турковский район[307].

Но дело постепенно шло к разгрому Третьего рейха и его союзников. Участились случаи дезертирства венгерских солдат. Чаще всего они бежали к польскому подполью Армии Крайовой (АК), которая также воевала против УПА. Отступая под ударами советских солдат, венгерские союзники Гитлера пошли на вынужденный контакт с ОУН-УПА, обе стороны решили остановить ненужное кровопролитие. Новый пик переговорной активности между УПА и венгерскими войсками в Галиции приходится на июнь-июль 1944 года, следствием чего стало заключение серии сделок на нескольких военных уровнях между различными штабами и командными центрами двух армий. В тот момент, когда между венграми и УПА снова достигалось понимание, повстанцы не только прикрывали отступление венгров, но и выводили их из окружения за умеренную плату — оружием.
Однако не все складывалось так гладко, как хотелось бы, прежде всего из-за влияния немецкой армии. Вследствие давления на венгров со стороны немецкого командования доходило до вооружённых столкновений между отдельными отрядами УПА и венгерскими войсками даже летом 1944 года, которые сопровождались потерями с обеих сторон и продолжались эти стычки вплоть до конца нацистской оккупации Украины:
1. Например, в начале сентября 1944 при переходе батальоном УПА «Лемковщина» под командованием «Рена» (Мартина Мизерного) линии фронта состоялся трёхчасовой бой с венгерским батальоном (400 человек) на Ужокском перевале. Оказавшись в невыгодном положении (курень «Рена», который находился на горе, осуществлял миномётный обстрел венгерских позиций в маленьком посёлке на склоне), венгерское войско подняло белый флаг и было полностью разоружено повстанцами. При этом солдаты УПА сняли с гонведов все обмундирование, отдав им взамен собственную гражданскую одежду[309].
2. 29 сентября 1944 г. во время пребывания отряда Мартина Мизерного в Лавочном, которое уже было оставлено венгерскими войсками, но ещё не захвачено большевиками, партизаны внезапно подверглись миномётному обстрелу со стороны венгров, в результате чего несколько уповцев получили ранения. В ответ «Рен» сразу направил венграм делегацию с белым флажком для ведения переговоров. Оуновцы потребовали прекратить огонь, ссылаясь на договор о ненападении между УПА и венгерской армией. Венгры извинились за инцидент, отметив, что по ошибке приняли отряд УПА за большевиков. Во время встречи была достигнута договорённость, что курень «Рена» покинет Лавочное, потому что сюда ожидался приход советских войск, а венгерская сторона обязалась взять к себе на лечение бойцов УПА, раненых во время ошибочного обстрела[310].

Вплоть до конца войны в штабе венгерской армии действовала т. н. «Миссия УПА» во главе с сотником Андреем Дольницким. В ней работали помимо всего прочего, украинцы-дезертиры из Красной Армии. Первоначально она координировала подготовку и переброску украинских радистов за фронт, но позже помогала венграм в военной подготовке диверсантов и переброске их в тыл врага.

### Первая Словацкая Республика
Имели место вооружения вооружённые столкновения партизан УПА и с частями мобильной дивизии Словакии. В течение 1943 года мобильная дивизия была преобразована в 1-ю пехотную дивизию, её сняли с фронта и направили на охрану черноморского побережья. Вместе с германскими и румынскими войсками словаки отступали с боями через Каховку, Николаев и Одессу. Затем охранная дивизия была переведена в украинское Полесье, где и принимала участие в боях c украинскими повстанцами.

### Королевство Румыния
Развернув широкую антинемецкую вооружённую борьбу в начале 1943 г. на Волыни и южном Полесье, подполье ОУН (б) и УПА были вынуждены перейти также к противостоянию с румынскими войскам и карательно-репрессивными органами на оккупированных украинских территориях Северной Буковины, Бессарабии и Транснистрии, рассматривая эту страну в качестве союзника нацистской Германии. Но заметных вооружённых нападений и диверсионных акций в отношении румынских оккупантов со стороны украинских националистов не было. К тому же до лета 1943 года деятельность ОУН на оккупированных Румынией землях была практически парализована румынскими спецслужбами.
Противостояние носило в основном агитационный и пропагандистский характер. Как исключение может служить формирование отряда УПА в Винницкой области в декабре 1943 года, который действовал на севере Одесской области, но вскоре после создания был разбит. Местные подпольщики на Буковине и в Транснистрии избегали прямых столкновений с оккупантами, но при необходимости могли и открыть огонь. Для выполнения поставленных задач подпольщики часто легализировались, устраиваясь работать на административные должности оккупантов.
На рубеже 1943/44 гг. ситуация резко изменилась, и румынские спецслужбы начали переговоры с украинскими националистами о сотрудничестве в борьбе против СССР. В октябре 1943 года в Одессе представитель провода ОУН в Транснистрии Лука Павлишин и его заместитель Тимофей Семчишин связались с начальством центра № 3 ССИ полковником Пержу и капитаном Аргиром, сообщившими о принципиальном согласии Бухареста на переговоры с националистами. Тогда же достигли договорённости о прекращении боевых действий.
17-18 марта 1944 г. в Кишинёве состоялись официальные переговоры между представителями ОУН (б) и Румынии. С украинской стороны переговоры вели член Референтуры внешних связей Провода ОУН-Б Иван Гриньох, глава инициативного комитета по созданию УГВР Лев Шанковский и краевой проводник Транснистрии Семчишин. С румынской стороны от имени «румынского правительства» выступали представители румынской армии и спецслужб. На переговорах юридический консультант румынского МИД Д. Баранчи заявил, что Бухарест будет готов отречься от своих имперских прав на Транснистрию с Одессой, взамен за что потребовал от ОУН сделать аналогичный шаг в отношении Северной Буковины и Бессарабии. Из-за территориальных разногласий политическое соглашение между ОУН и Румынией так и не было заключено. Тем не менее, в военной сфере было достигнуто соглашение о сотрудничестве.

Шумка Василий Миронович («Луговой»)

Весной 1944 г. на Буковине в аккурат к приходу Красной Армии местные активисты ОУН начали партизанские действия. В окрестностях села Мигове был создан тренировочный лагерь и сформирована подпольная военная организация БУСА (Буковинская Украинская самооборонная армия), которую возглавил мельниковец Василий Шумка. Отдельные группы самообороны начали действовать и в других районах Буковины. Позже сюда прибыли и десятки других мельниковцев и бандеровцев. До 1944 года активного националистического или советского партизанского движения, как такового здесь не было. Примечателен ещё тот факт, что ОУН (м) на Буковине ещё с 1940-41 гг. была значительно сильнее бандеровской фракции. С апреля 1944 года БУСА создавала лагеря в горах и организовывала рейды в районы, уже занятые Красной Армией. Шумка достиг соглашения о совместных действиях против Советов с командованием Группы армий «Южная Украина», которое помогло украинцам, предоставив им, среди прочего, оружие и боеприпасы. После оккупации Красной Армией Буковины и Бессарабии некоторые члены БУСА присоединились к УПА в составе группы УПА-Запад. Остальные попали в Словакию, а оттуда в Германию, где в апреле 1945 года вошли в состав только что сформированной 1-й дивизии Украинской национальной армии.

## Результаты борьбы
Антинацистский фронт ОУН и УПА, возникший в начале 1943 года и просуществовавший до середины 1944 года, не получил приоритетного значения в стратегии повстанческого движения, имел временный характер и сводил боевые действия повстанческой армии против германских войск к формам «самообороны народа», трактуя нацистов как временных оккупантов Украины, а главным врагом националисты по-прежнему считали СССР. В целом, вооружённые акции УПА на антигерманском фронте не имели стратегического значения и не повлияли на ход борьбы между Германией и Советским Союзом и не сыграли заметной роли в освобождении территории Украины от немецких оккупантов, а только ограничивали деятельность германской оккупационной администрации относительно экономической эксплуатации территорий Волыни-Полесья, где создавалась материальная база украинского повстанческого движения. Вместе с тем сопротивление ОУН и УПА немецкой политике в северо-западном регионе Украины в определённой мере ограничивало возможности оккупантов по борьбе с советским партизанским движением на Волыни-Полесье и в прилегающих районах Правобережной Украины. ОУН и УПА не удалось предотвратить вывоз около 500 тыс. человек украинского населения западных областей на принудительные работы в Германию, им также не удалось воспрепятствовать «хозяйственному грабежу народа» германскими войсками. К успехам украинского националистического партизанского движения можно отнести и дестабилизацию оккупационной системы на Волыни — организацию дезертирства нескольких тысяч вспомогательных полицейских весной 1943 года, причём не только украинской национальности, что повлияло на безопасность в Рейхскомиссариате Украина.
Подсчёты немецких потерь в борьбе с УПА-ОУН являются также предметом исторических дискуссий. Сохранившиеся немецкие документы фиксируют многочисленные операции украинских националистических формирований, направленные на разрушение хозяйственных объектов и инфраструктуры, захват оружия и продовольствия, нападения на мелкие немецкие отряды или отдельных военнослужащих вермахта, реже акты возмездия по отношению к немецкой гражданской администрации, СС и СД. Нападения частей УПА на немецкие военные подразделения, как следует из немецких документов, продолжались до августа 1944 года. В немецких документах нет никакой информации о крупномасштабных столкновениях УПА с частями вермахта. Напротив, неоднократно подчёркивалось нейтральное отношение бойцов УПА к солдатам вермахта, отчасти объясняющееся тем, что многие лидеры УПА на ранних стадиях Великой Отечественной войны служили в батальонах «Нахтигаль» и «Роланд» и проводили совместные военные операции, а взятые националистами в плен солдаты вермахта чаще всего разоружались и отпускались. При этом как германские, так и советские источники отмечали одну характерную особенность в действиях УПА по отношению к войскам Германии. Её представители предпочитали без крайней необходимости не вступать с ними в бои. В донесении из партизанского отряда Ивана Шитова от 24 апреля 1943 года, направленном в Украинский штаб партизанского движения, излагалось: «Диверсионной деятельностью националисты не занимаются, в бой с немцами вступают только там, где немцы издеваются над украинским населением и когда немцы нападают на них». Точные потери немецких войск от действий ОУН-УПА не указаны, хотя безусловно от рук повстанцев погибло несколько тысяч немецких солдат и полицейских.
Украинский историк Роман Пономаренко считает, что от рук УПА погибло от 700 до 1000 немецких солдат. По данным Петра Мирчука, потери вермахта от действий УПА были более 1000 убитых. Его книга вышла в свет в 1953 году в Мюнхене. По данным Владимира Косика — около 6 тысяч немецких солдат погибло в столкновениях с УПА. Подсчёты делались автором, опираясь на несколько источников. У Косика приведены обобщённые данные по регионами и периодам. Его короткий исторический обзор написан к 50-летию УПА. По подсчётам современного украинского исследователя Александра Денищука, УПА и вооружённые отряды ОУН (б) в 1942—1944 гг. провели 2526 антигерманских акций, в которых погибли 12 427 немцев и их союзников, 2047 — ранено, 2448 — захвачены в плен. Повстанцы потеряли в борьбе с немцами 2251 человека убитыми, 475 — ранеными, 536 — пленными.
Другой украинский историк Иван Патриляк, опираясь на немецкую, советскую, польскую и повстанческую документацию, утверждает, что потери немцев, их союзников и коллаборационистов в противостоянии составили около 17 800 человек убитыми, ранеными и пленными, потери повстанцев — около 7300 человек, подпольщики и сторонники потеряли до 10 тысяч человек казнёнными и арестованными, крупнейшими были жертвы среди гражданского населения, которые можно определить в промежутке 25-30 тысяч убитых.
В «Справке СБУ No 113 от 30 июля 1993 года» указывается, что «В архивах содержатся материалы, трофейные документы ОУН-УПА и немецких спецслужб, которые свидетельствуют лишь о мелких стычках между подразделениями УПА и немцами в 1943 году. Никаких значительных наступательных или оборонительных операций, масштабных боёв в документах не зафиксировано. Тактика борьбы подразделений УПА с немцами в указанный период сводилась к нападениям на посты, мелкие войсковые подразделения, обороны своих баз, засад на дорогах». По оценке учёного-политолога из Оттавского университета Ивана Качановского, лишь 6 % лидеров УПА и ОУН (б) на Волыни погибли в столкновениях с немцами. В то время, как 53 % были уничтожены в результате действий советских, а также польских, чехословацких и восточногерманских органов госбезопасности, 19 % были арестованы советскими властями и властями их восточноевропейских союзников и были казнены, умерли в заточении или получили длительные сроки заключения. Около 12 % прорвались на Запад, где в дальнейшем сотрудничали со спецслужбами Британии и США.

## Статьи
- Боротьба УПА з німецьким окупаційним режимом. Андрій ЛІПКАН
- Український визвольний рух № 1 — Львів: Мс, 2003. — 208 с.

## Архивы и материалы
- Насильство над цивільним населенням України. Документи спецслужб. 1941—1944 / Ред. кол.: Г. Боряк, О. Будницький, В. Васильєв, А. Когут, Л. Новікова, М. Панова, Т. Пентер, Р. Подкур, В. Шнайдер, О. Хлевнюк; Авт.-уклад.: В. Васильєв, Н. Кашеварова, О. Лисенко, М. Панова, Р. Подкур. НАН України. Інститут історії України; Гайдельберзький університет ім. Рупрехта і Карла; Галузевий державний архів Служби безпеки України. ‒ К.: Видавець В. Захаренко, 2018. ‒ 752 с.
- Літопис УПА. Том 06. УПА в світлі німецьких документів. Книга 1: 1942 — Червень 1944. Торонто: Літопис УПА, 1983. — 271 с. — ISBN 0-920092-09-8
- Літопис УПА. Том 07. УПА в світлі німецьких документів. Книга 2: Червень 1944 — Квітень 1945. Торонто: Літопис УПА, 1983. — 288 с. — ISBN 0-920092-11-X
- Літопис УПА. Том 21. УПА в світлі німецьких документів. Книга 3: Червень 1941 — Травень 1943. — Торонто, 1991. — 271 с.- ISBN 0-920092-32-2
- Україна в Другій Світовій війні у документах: Збірник німецьких архівних матеріалів: в 4 Томах (укр.) / Упоряд. В. М. Косика. — Львів: Львівський національний університет імені Івана Франка; Інститут української археографії та джерелознавства ім. М.Грушевського НАНУ, 1997—2000.
- Тарас Бульба-Боровець. Документи. Статті. Листи. — К.: ПП Сергійчук М. І., 2011.— 816 с.
- ОУН в 1941 році: Документи (укр.) / Упоряд.: О. Веселова, О. Лисенко, І. Патриляк, В. Сергійчук. Відп. ред. С. Кульчицький. — Киев: Ін-т історії України НАН України, 2006. — 618 с. — ISBN 966-02-2535-0.
- ОУН в 1942 році: Документи. / Упоряд.: О. Веселова, О. Лисенко, І. Патриляк, В. Сергійчук. Відп. ред. С. Кульчицький. — К.: Ін-т історії України НАН України, 2006. — 243 с. — ISBN 966-02-2536-9. (укр.)
- ОУН і УПА в 1943 році: Документи (укр.) / Упоряд.: О. Веселова, В. Дзьобак, М. Дубик, В. Сергійчук. Відп. ред. С. Кульчицький. — Киев: Інститут історії України, 2008. — 347 с. — ISBN 978-966-02-4911-0.
- ОУН і УПА в 1944 році: Документи. В 2 ч. Ч. 1. Упоряд.: О. Веселова, С. Кокін, О. Лисенко, В. Сергійчук. Відп. ред. С. Кульчицький / НАН України. Інститут історії України. — К.: Інститут історії України, 2009. — 292 с. — ISBN 978-966-02-5316-2, ISBN 978-966-02-5682-8. (укр.)
- ОУН і УПА в 1944 році: Документи. В 2 ч. Ч. 2. Упоряд.: О. Веселова, С. Кокін, О. Лисенко, В. Сергійчук. Відп. ред. С. Кульчицький / НАН України. Інститут історії України. — К.: Інститут історії України, 2009. — 256 с. — ISBN 978-966-02-5316-2, ISBN 978-966-02-5683-5. (укр.)
- ОУН і УПА в 1945 році: Збірник документів і матеріалів. Частина 1. Олександр Лисенко. Олександра Веселова. Владислав Гриневич. Володимир Сергійчук
- Степан Бандера у документах радянських органів державної безпеки (1939—1959). Том 3. Володимир Сергійчук
- Німецькі матеріали про УПА Тема в разделе «Национальные партизанские формирования», создана пользователем igor1989, 12 окт 2013.
- Красные партизаны про ОУН-УПА. Тема в разделе «Национальные партизанские формирования», создана пользователем Sig 550, 25 май 2019.
- ЗИПО и СД против ОУН-УПА Тема в разделе «Айнзатцгруппы, ЗИПО и СД в других странах.», создана пользователем Серг, 21 мар 2012.
- ОУН-УПА >> Документи
- УПА в німецьких картах. // photo.i.ua
- Нацистские документы об УПА: разночтение / Г. Гончарук, А. Нагайцев. — Одесса: Астропринт, 2003. — 216 c.
- Украинские повстанцы в советских литературе и документах 1944—1953 годов: Монография / Г. Гончарук, А. Нагайцев. — Одесса: Астропринт, 2004. — 344 c.
- Німецькі документи про УПА / Володимир Косик. — Львів, 2003. — 16 с.
- ОУН-УПА в роки війни. Нові документи і матеріали. / Володимир Сергійчук. — Київ, 1995. — 496 с. — ISBN 5-308-01659-3.
- Документи до історії нацистських органів безпеки у Дрогобичі (1941–1944) / Василь Ільницький. — Дрогобич: Дрогобицький краєзнавчий збірник. - 2017. - Вип. Спец.вип.3. - С. 403-431., 2017. — 31 с. — ISBN 5-308-01659-3.
- ОУН-УПА: Історія та проблематика, Досліждення проф. С.Кульчицького
- ДОКУМЕНТИ СВІДЧАТЬ. Галина Гордасевич. Степан Бандера: людина і міф.